# استانبول
اِستانبول (به ترکی استانبولی: İstanbul) (نام پیشین: قُسطَنطَنیه، عربی‌شدهٔ واژه یونانی کُنستانتینوپولیس، به‌معنای شهر کنستانتین) بزرگ‌ترین شهر و پرجمعیت‌ترین شهر کشور ترکیه و مرکز فرهنگی و اقتصادی این کشور است. جمعیت این شهر در آمار سال ۲۰۲۴ حدود ۱۵٬۰۶۷٬۷۲۴ نفر گزارش شده است. استانبول سومین کلان‌شهر بزرگ خاورمیانه پس از قاهره و تهران محسوب می‌شود. همچنین این شهر بزرگ‌ترین کلان‌شهر اروپا است و مسکو در جایگاه دوم قرار دارد. این شهر در کنار تنگه بسفر، دریای مرمره و دریای سیاه قرار دارد. تنگه بسفر دو قارهٔ آسیا و اروپا را از یکدیگر جدا می‌کند و استانبول تنها شهر بزرگ جهان است که در دو قارهٔ جهان گسترده شده است. بندر طبیعی شاخ طلایی یا خلیج در این شهر واقع است. بر مبنای آخرین داده‌های دقیق جغرافیایی کلان‌شهر استانبول ۷۲ کیلومتر درازا دارد.
این کلان‌شهر به عنوان پایتخت فرهنگ اروپا در سال ۲۰۱۰ انتخاب شد. همچنین از لحاظ تعداد گردشگران خارجی سومین شهر توریستی جهان در ۲۰۱۰ به‌شمار می‌رفت.
بسیاری از کشورها از جمله ایران در این شهر دارای کنسولگری هستند.
استانبول یادگار دوران امپراتوری روم، بیزانس و پس از آن امپراتوری عثمانی است و آثار برجسته‌ای از آن دوران به جا مانده مانند مسجد ایاصوفیه (کلیسای بزرگ ارتدکس شرقی که در دوران ژوستینین یکم، امپراتور روم شرقی ساخته شد و سپس در زمان عثمانی تبدیل به مسجد شد و پس از روی کار آمدن جمهوری ترکیه به موزه تبدیل شد و مجدداً در سال ۲۰۲۰ به مسجد تغییر کاربری داد) و مسجد سلطان احمد که شاهکار معماری اسلامی و عثمانی است.

## نام

دستخط مربوط به دوره عثمانی که در آن نام شهر به صورت استانبول آمده است.

پس از آنکه کنستانتین بزرگ این شهر را به عنوان پایتخت جدید شرقی امپراتوری روم برگزید، این شهر نزد مردم به کنستانتینوپل به معنای شهر کنستانتین معروف گشت. اگرچه کنستانتین سعی کرد نام نئا رم به معنای رم جدید را بر آن نهد، اما این نام نزد مردم مقبول نشد و فراگیر نگشت. مسلمانان که از قدیم با رومیان مراوده داشتند، این شهر را قسطنطنیه یا قسطنطینیه نامیدند. نام دیگر شهر استانبول بود که از عبارت یونانی εἰς τὴν Πόλιν (با تلفظ ایستیم بولین) به معنای به سوی شهر گرفته شده بود. در سال ۱۷۷۰ میلادی سلطان مصطفی سوم با ضرب سکه‌هایی که روی آن نام اسلامبول (اسلام‌شهر) نقش بسته بود، تلاش کرد این نام را فراگیر کند. در دورهٔ جمهوریت و از روز ۲۸ مارس سال ۱۹۳۰، ادارهٔ پست ترکیه از تمامی کشورهای جهان خواست تا در مکاتبات خود از نام استانبول استفاده کنند.

### اسامی تاریخی استانبول
| - بیزانتیوم - آگوستا آنتونینا | - رم جدید - کنستانتینوپل | - استیمبول - اسلامبول |

### القاب استانبول در دوره عثمانی
| - دارالسعادت | - دارعالیه | - در قرمز (آل قاپی) | - پایتخت |

### اسامی قدیمی استانبول در زبان‌های مختلف
| - زبان‌های اسکاندیناوی: میکلاگارد (شهر بزرگ) - زبان‌های اسلاوی: تزارگراد (شهر پادشاه) | - عربی: رومیة الکُبری (شهر بزرگ رومیان) - عبری: کوشتاندینا (قسطنطنیه) |

## تاریخچه

### دوران باستان
اولین نشانه‌های سکونت انسان در استانبول متعلق به عصر مفرغ است. نشانه‌هایی از سکونت انسان عهد مفرغ در فکرتپه واقع در بخش آسیایی استانبول پیدا شده است. همچنین نشانه‌هایی از سکونت فنیقی‌ها در کادیکوی موجود است.

### دوره بیزانس
مستعمره‌نشین‌های یونانی مگارا در سال ۶۶۷ قبل از میلاد این شهر را بنا نهادند و به افتخار پادشاه خود بیزانس نام آن را بیزانتیوم نهادند. در زمان جنگ‌های میان امپراتوری هخامنشی ایرانیان به رهبری داریوش بزرگ در خلال جنگ‌هایشان با یونانیان شهر بیزانس را به تصرف خود درآوردند که تا پایان زمان سلطنت اردشیر درازدست همچنان در اختیار ایرانیان باقی‌ماند و ایرانیان تا سال ۱۹۶ که امپراتوری روم بر این شهر تسلط یافت، بر بیزانس حکومت می‌کردند.

### امپراتوری روم شرقی

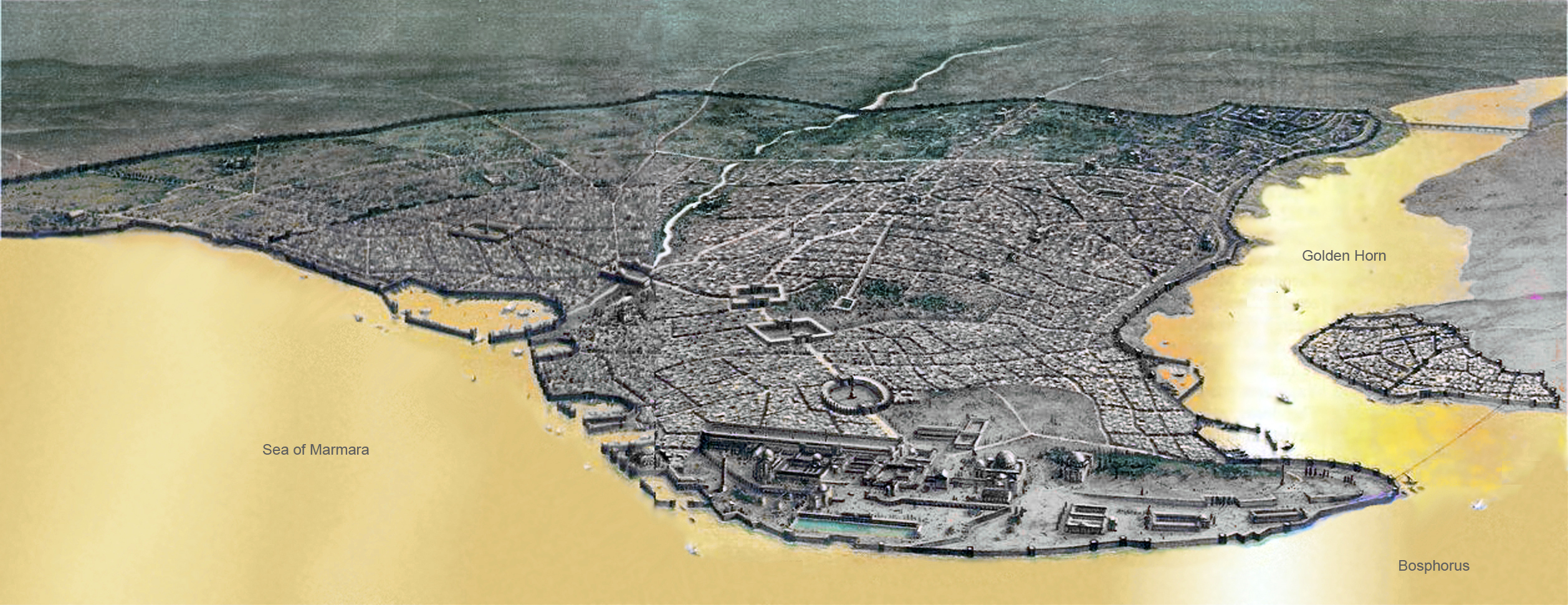
تصویر یک هنرمند از قسطنطنیه

در سال ۱۹۶ میلادی رومیان بر بیزانس مسلط شده و شهر رو به خرابی نهاد به خصوص آنکه رومیان پایتخت جدید خود را به نیکومدیا (کوجالی کنونی) منتقل نموده بودند. در این سال‌ها گروه‌های بزرگی از رومیان به بیزانس (استانبول فعلی) مهاجرت کردند. موقعیت سوق‌الجیشی بیزانس امپراتور کنستانتین بزرگ را واداشت تا در سال ۳۳۰ رم جدید را در محل بیزانتیوم به عنوان پایتخت امپراتوری روم شرقی بنا نهد که پس از مرگ وی این شهر قسطنطنیه یا کنستانتینوپولیس نامیده شد و نام روم جدید به فراموشی سپرده شد.

### امپراتوری عثمانی

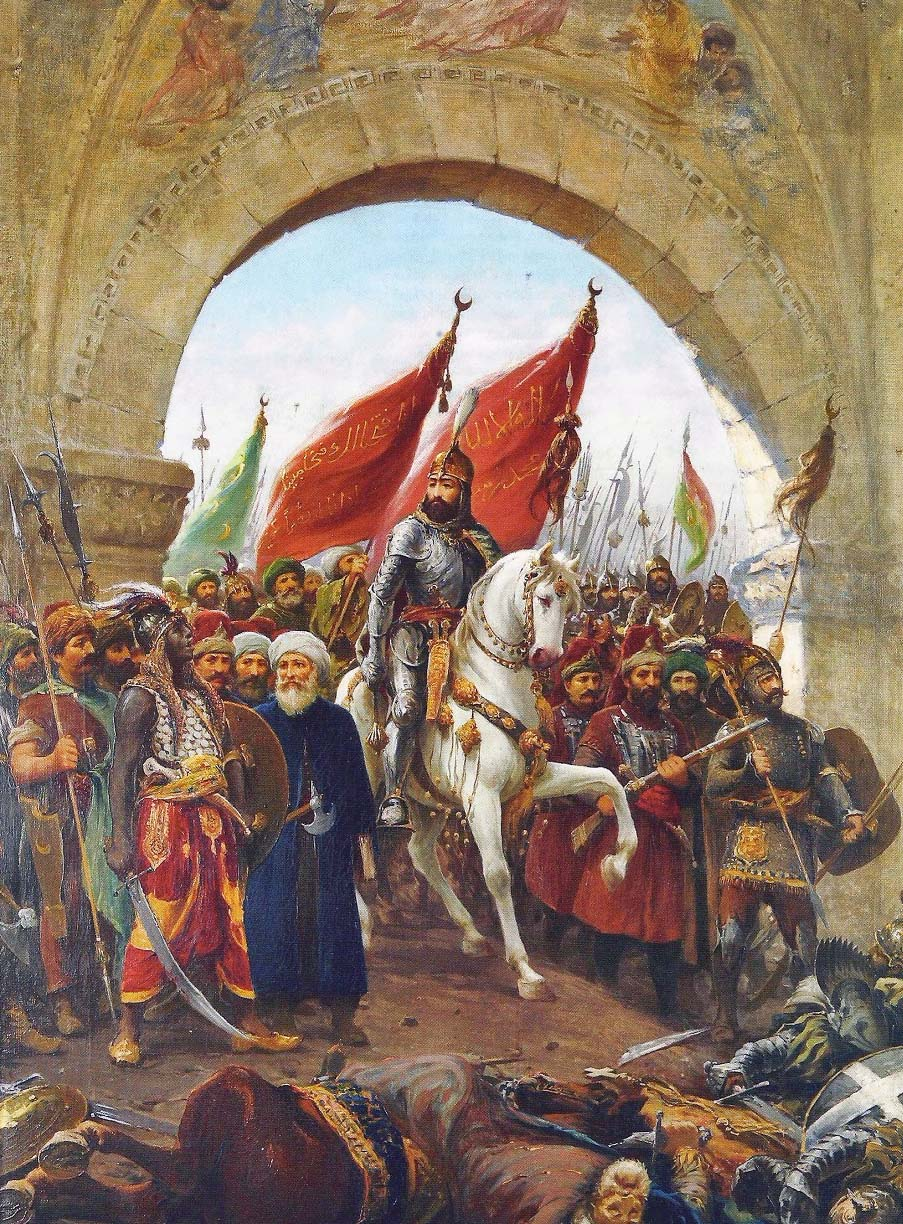
فتح استانبول به دست سلطان محمد فاتح

در ۲۹ ماه مه سال ۱۴۵۳ سلطان محمد دوم فاتح بعد از ۵۳ روز محاصره در حالی وارد قسطنطنیه شد که
توپ او یک حفره بسیار عظیم و بزرگی را در دیوارهای قسطنطنیه ایجاد کرد. محل این حفره امروزه به توپکاپی (دروازه توپ) معروف است. سلطان محمد فاتح پس از فتح استانبول آن را به عنوان سومین پایتخت امپراتوری عثمانی اعلام نمود.
پس از فتح استانبول سلطان محمد فاتح کاخ توپکاپی و بازار استانبول را بنا می‌نهد و مدارس، حمامها و بناهای زیادی در شهر ایجاد می‌کند. نقش معمار سینان در خلق آثار معماری این دوره برجسته بوده است.

### جمهوری ترکیه
زمانی که جمهوری ترکیه در سال ۱۹۲۳ تشکیل شد پایتخت آن از استانبول به آنکارا تغییر پیدا کرد، اما استانبول محوریت خود به عنوان مرکز تجاری و صنعتی ترکیه را حفظ نمود و هم‌اکنون نیز بزرگ‌ترین شهر ترکیه می‌باشد.
در ماه ژوئن ۲۰۲۳، تعداد یک میلیون و ۶۳۸ هزار و ۳۹۹ گردشگر خارجی از استانبول بازدید کردند که نسبت به ژوئن ۲۰۲۲، نزدیک به یک درصد افزایش داشته است.

همچنین، در ماه ژوئیه ۲۰۲۳، استانبول با استقبال از حدود یک میلیون و ۸۷۳ هزار گردشگر، رکورد ماهانه جذب توریست در دهه اخیر را شکست. 

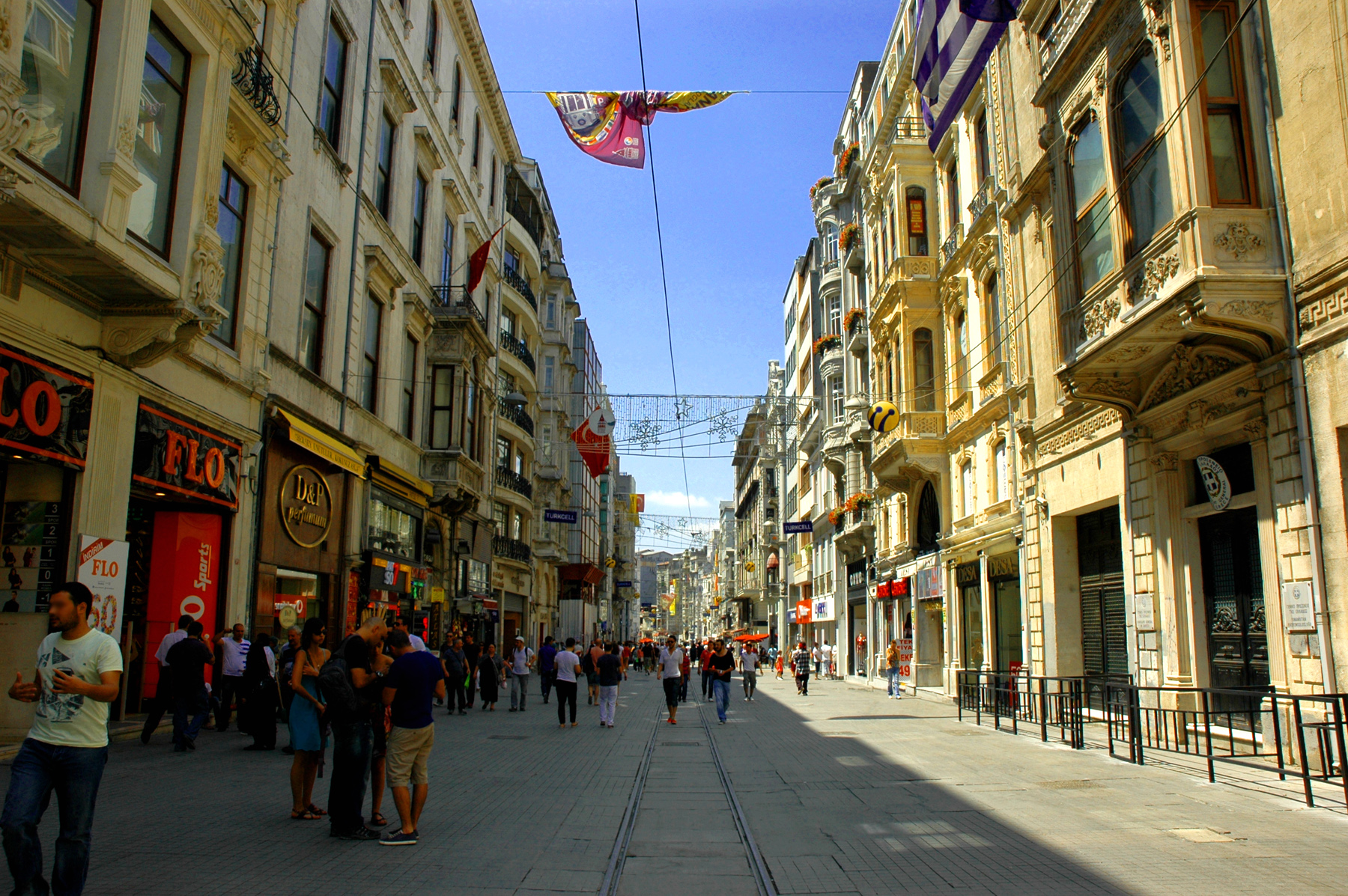
خیابان استقلال، استانبول

## جغرافیا

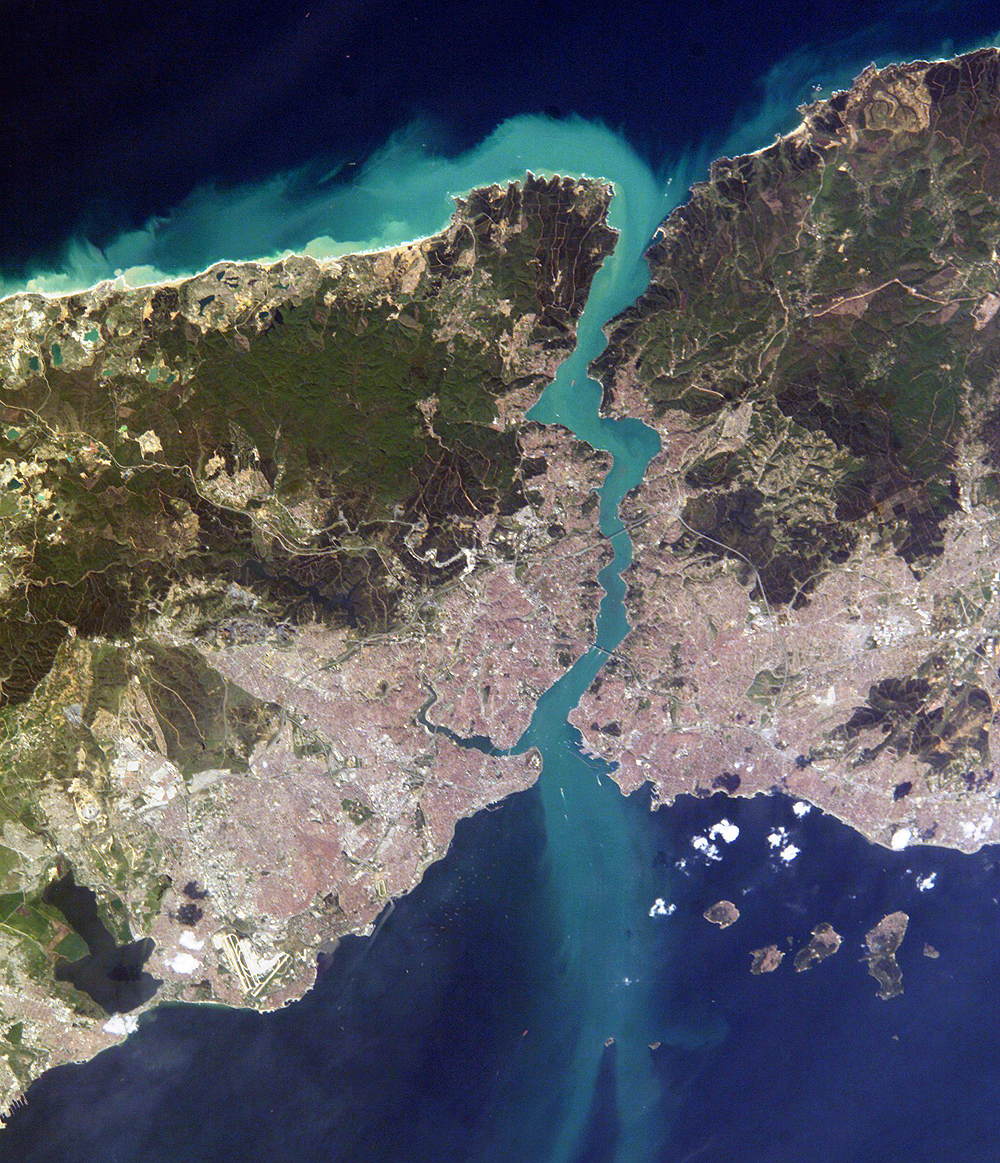

استانبول در ساحل دریای مرمره قرار دارد و تنگه بسفر که این دریا را به دریای سیاه متصل می‌کند، از وسط این شهر می‌گذرد. بخش غربی شهر در قاره اروپا (شبه جزیره تراکیه) و بخش شرقی آن در آسیا (شبه جزیره آناتولی) واقع است. وسعت شهر استانبول ۱۵۳۹ کیلومترمربع است.

### زمین‌شناسی
استانبول نزدیک گسل آناتولی شمالی واقع شده است. این گسل از شبه جزیره آناتولی تا دریای مرمره ادامه دارد. دو صفحه از طبقات زمین‌شناسی، آفریقا و اروپا-آسیا به یکدیگر فشار می‌آورند. این خط مرزی مسئول چند لرزش و لغزش مهلک در تاریخ معاصر بوده است. در سال ۱۵۰۹ زمین لرزه‌ای مهیب موجب ایجاد سونامی شد و دیوارهای ساحلی شهر را تخریب و بیش از ۱۰۰ مسجد را ویران نمود و موجب کشته شدن ۱۰۰۰۰ نفر شد. در سال ۱۷۶۶ مسجد ایوب کاملاً تخریب گشت. در سال ۱۸۹۴ لرزش بسیاری از قسمت‌های بازار بزرگ استانبول را نابود کرد. یک لرزش در ماه اوت سال ۱۹۹۹ در کوجاالی در ۱۰۰ کیلومتری شرق استانبول موجب مرگ، ۱۸۰۰۰ نفر شد.

### آب و هوا
تابستان‌های گرم و مرطوب و زمستان‌های سرد، بارانی و برفی ویژگی آب و هوای استانبول است. میزان بارش سالیانه استانبول به‌طور میانگین ۸۷۰ میلی‌متر است. میزان رطوبت نیز اغلب زیاد است.
به‌طور متوسط بیشترین درجه حرارت در طول ماه‌های مختلف زمستان بین ۷ درجه تا ۹ درجه سلسیوس است. بارش برف در استانبول برای یک یا دو هفته در طول فصل زمستان عادی است؛ اما یکی از این بارش‌ها می‌تواند سنگین باشد. غالباً این بارش در بین ماه‌های دسامبر و مارس رخ می‌دهد.
در ماه‌های تابستان از ژوئن تا انتهای سپتامبر به‌طور میانگین درجه حرارت روزها از ۲۸ سلسیوس شروع می‌شود. گرمترین ماه، ژوئیه با متوسط درجه حرارت ۲۳٫۲ درجه سلسیوس و سردترین ماه، ژانویه با متوسط درجه حرارت ۵٫۴ درجه سلسیوس است. بالاترین درجه حرارت ثبت شده در استانبول ۴۰٫۵ درجه سلسیوس در اوت سال ۲۰۰۰ و پائین‌ترین درجه حرارت -۱۶٫۱ درجه سلسیوس در فوریه سال ۱۹۲۷ بوده است.
این شهر تا حدودی بادخیز است و به‌طور متوسط (میانگین) سرعت بادی حدود ۱۷ کیلومتر در ساعت دارد. تابستان خشک‌ترین فصل است، هر چند تابستان‌ها هم بارش باران وجود دارد.
| ماه                    | ژانویه | فوریه | مارس | آوریل | می | ژوئن | ژوئیه | اوت | سپتامبر | اکتبر | نوامبر | دسامبر |
| ---------------------- | ------ | ----- | ---- | ----- | -- | ---- | ----- | --- | ------- | ----- | ------ | ------ |
| میانگین بیشترین دما °C | ۹      | ۹     | ۱۱   | ۱۶    | ۲۱ | ۲۶   | ۳۰    | ۳۱  | ۲۵      | ۲۱    | ۱۵     | ۱۱     |
| میانگین کمترین دما °C  | ۳      | ۲     | ۳    | ۷     | ۱۲ | ۱۶   | ۱۸    | ۲۰  | ۱۵      | ۱۲    | ۹      | ۵      |

### بافت شهر

محله‌های شهر استانبول.

نواحی استانبول به ۳ قسمت اصلی تقسیم می‌شود:
- شبه جزیره تاریخی استانبول قدیمی بخش‌ها و نواحی امین اونو و فاتح را در بر می‌گیرد. این مناطق در سواحل شمالی شاخ طلایی (خلیج) واقع شده‌اند که مرکز قدیمی شهر را از قسمت‌های شمالی و جوان‌تر سمت اروپایی جدا و متمرکز می‌کند. شبه جزیره تاریخی با دیواره‌های قسطنطنیه در غرب به انتها می‌رسد. شبه جزیره توسط دریای مرمره در جنوب و بسفر در شرق احاطه شده است.
- شمال شاخ طلایی، مناطق تاریخی بِی اُوغلو (Beyoğlu) و بِشیکتاش (Beşiktaş) هستند که محل اسکان آخرین سلطان بوده و زنجیره‌ای از روستاهای سابق مانند اُورتاکوی (Ortaköy) و بِبِک (Bebek) در میان سواحل بسفر ادامه می‌یابد. در بخش‌های اروپایی و آسیایی بسفر، استانبولی‌های ثروتمند عمارت‌های بزرگ چوبی زیبایی را ساخته‌اند که این عمارت و ساختمان‌ها یالی (Yalı) نامیده می‌شوند که به عنوان اقامتگاه تابستانی مورد استفاده قرار می‌گیرد.
- مناطق اوسکودار (Üsküdar) و کادیکوی (Kadıköy) که در سمت آسیایی قرار گرفته‌اند، در واقع شهرهای مستقلی هستند و امروزه مناطق تجاری و مسکونی مدرنی در آن‌ها ایجاد شده و حدود یک سوم از جمعیت استانبول در خود جای داده است.

افزایش رشد اداره و ساختمان‌های مسکونی به‌طور غالب در مناطق شمالی سمت اروپایی متمرکز گشته است و به‌خصوص در زمینه تجارت و مراکز خرید ماسلاک (Maslak)، لِوَنت (Levent) و اِتیلَر (Etiler) که بین پل بُسفُر (Boğaziçi Köprüsü) و پل سلطان محمد فاتح (Fatih Sultan Mehmet Köprüsü) قرار گرفته‌اند، شهرت خاصی دارند.

## روش زندگی

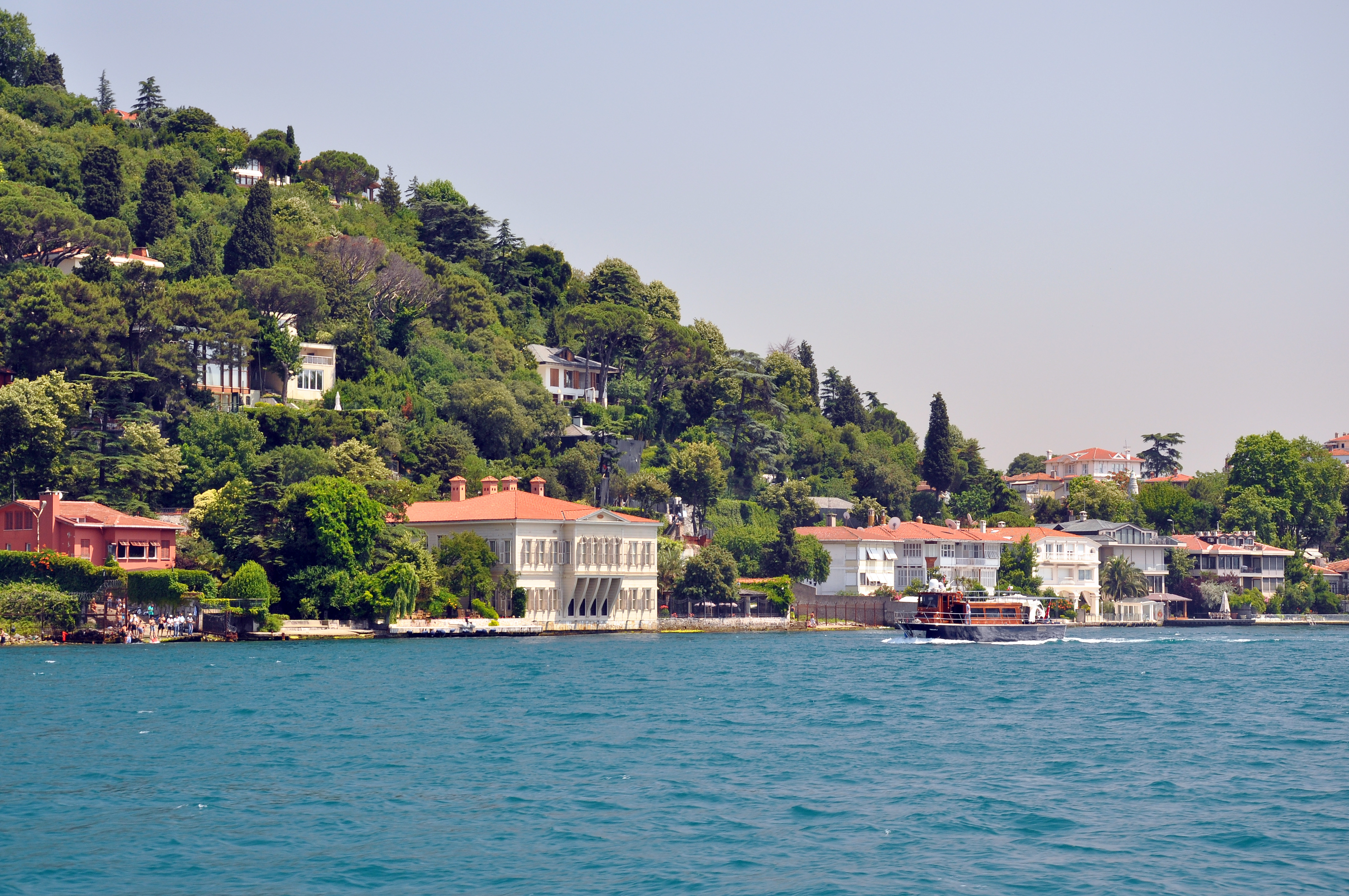
تنگه بسفر

استانبول شهری ایده‌آل برای فعالیت‌های فرهنگی، تجارت و بازرگانی با اقصی نقاط دنیاست. در مقابل، رشد جمعیت، ترافیک، تجدید و نوسازی تاریخی ساختمان‌ها و عمارات از جنبه‌های دیگر این شهر به‌شمار می‌روند. زندگی روزانه در استانبول رنگارنگ و همراه با جنب و جوش است و با داشتن یادگارهایی از امپراتوری روم شرقی و عمارت‌های ترکی دوران عثمانی، جذابیت آن دو چندان شده است. استانبول عملاً اغلب اوقات مرکز و پایتخت ترکیه برای تجارت، توریسم، سرگرمی، فرهنگ، آموزش، خرید و هنر به‌شمار می‌آید.
بیش از نیمی از جمعیت این شهر در قسمت اروپایی آن زندگی و کار می‌کنند و تعداد ساکنان خارجی این شهر نیز بیشتر در این بخش زندگی و کار می‌کنند. در مقابل نیز گروه بزرگی از مردم بومی ترکیه در مناطق مسکونی قسمت آناتولی استانبول زندگی می‌کنند و از طریق پل‌ها و گذرگاه‌های آبی یا تونل اوراسیا برای رفتن به محل کار خود در سمت دیگر شهر استفاده می‌کنند.
استانبول در دوره‌های مختلف در زمینه‌های اجتماعی، فرهنگی و فعالیت‌های تجارتی و بازرگانی سرآمد بوده و در دنیا شناخته شده بوده است. در این شهر در سرتاسر روزهای سال فعالیت‌هایی مثل اُپرا، رقص، کنسرت، مسابقات ورزشی، باله و تئاتر ادامه دارد و مردم از سرتاسر دنیا برای شرکت در این برنامه‌ها به این شهر می‌آیند.
در طول فستیوال‌های فصلی ارکسترهای مشهور دنیا، آوازهای دسته جمعی و گروهی، کنسرت‌ها و اثرات جاز در بیشتر مواقع می‌توانند در یک خانه کامل هم اجرا شوند. نمایش‌ها در گروهی از مکان‌ها مانند بخش‌های تاریخی مانند حاجی ایرن، برج روملی حصاری، یدیکول، حیاط محله توپ خانه و پارک گلانه به خوبی مرکز فرهنگی آتاترک، سالن کنسرت جمال رشید ری و سالن‌های مدرن و جدید تئاتر و دیگر فضاهای آزاد برگزار می‌شود. برای مواردی مثل زندگی شبانه، تعدادی از باشگاه‌های ورزشی، دیسکوها، بارها (مشروب فروشی‌ها)، چادرهای صحرایی، نمایشگاه‌ها و رستوران‌ها با موزیک همراه هستند. تعداد کلوپ‌ها رستوران‌ها و دیکسوها افزایش یافته و به محل‌های فضای باز در تابستان منتقل می‌شوند.
خانه‌های سنتی که یالی (Yalı) نامیده می‌شوند را می‌توان در طول تورهای قایق‌سواری بوسفروس مشاهده کرد. زیر ساخت‌های شهرنشینی دایماً در حال تغییر و تحول است. ساختمان‌های سنتی عثمانی از چوب ساخته شده بودند. در دهه‌های پیشین تعداد زیادی از ساختارهای بلند در نزدیک شهر ساخته شده بودند که این عمل رشد سریع جمعیت را منجر شد. با محاصره شدن شهرها مردم به استانبول به عنوان شهری با سرعت رشد سریع جذب شدند. موفقیت و پیروزی‌های زیر ساختاری تا اواسط سال ۱۹۹۰ شامل تجزیه و تحلیل مشکل فضولات بهبود شرایط ترافیک و بهبود کیفیت هوا با توجه افزایش استفاده از گاز طبیعی می‌باشد. علی‌رغم به وجود آمدن آلودگی هوا و آب توسط تعداد زیادی از کارخانه‌ها، وسایل نقلیه موتوری و خانواده‌های خصوصی، آلودگی هوا توسط ترافیک به نگرانی جمعیت استانبول اضافه می‌کند. بیماری‌هایی چون برونشیت و آسم به‌طور معمول در میان ساکنان مناطق بزرگ‌تر و وسیع‌تر شهر کمتر مشاهده می‌شود زیرا که تراکم جمعیت در نزدیکی این مناطق کمتر است.

## استراحت و تفریح

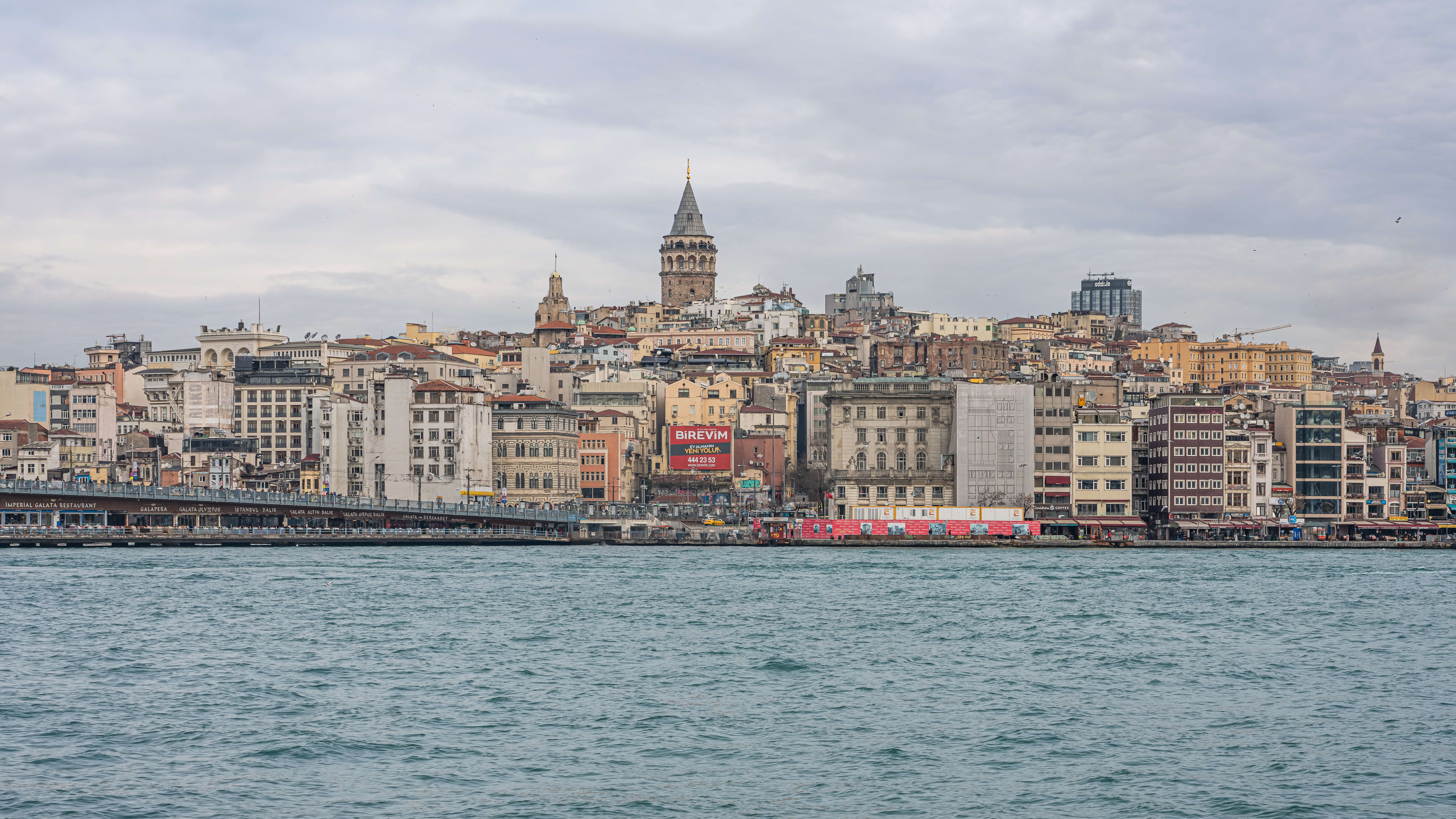
چشم‌اندازی از خلیج موسوم به شاخ طلایی

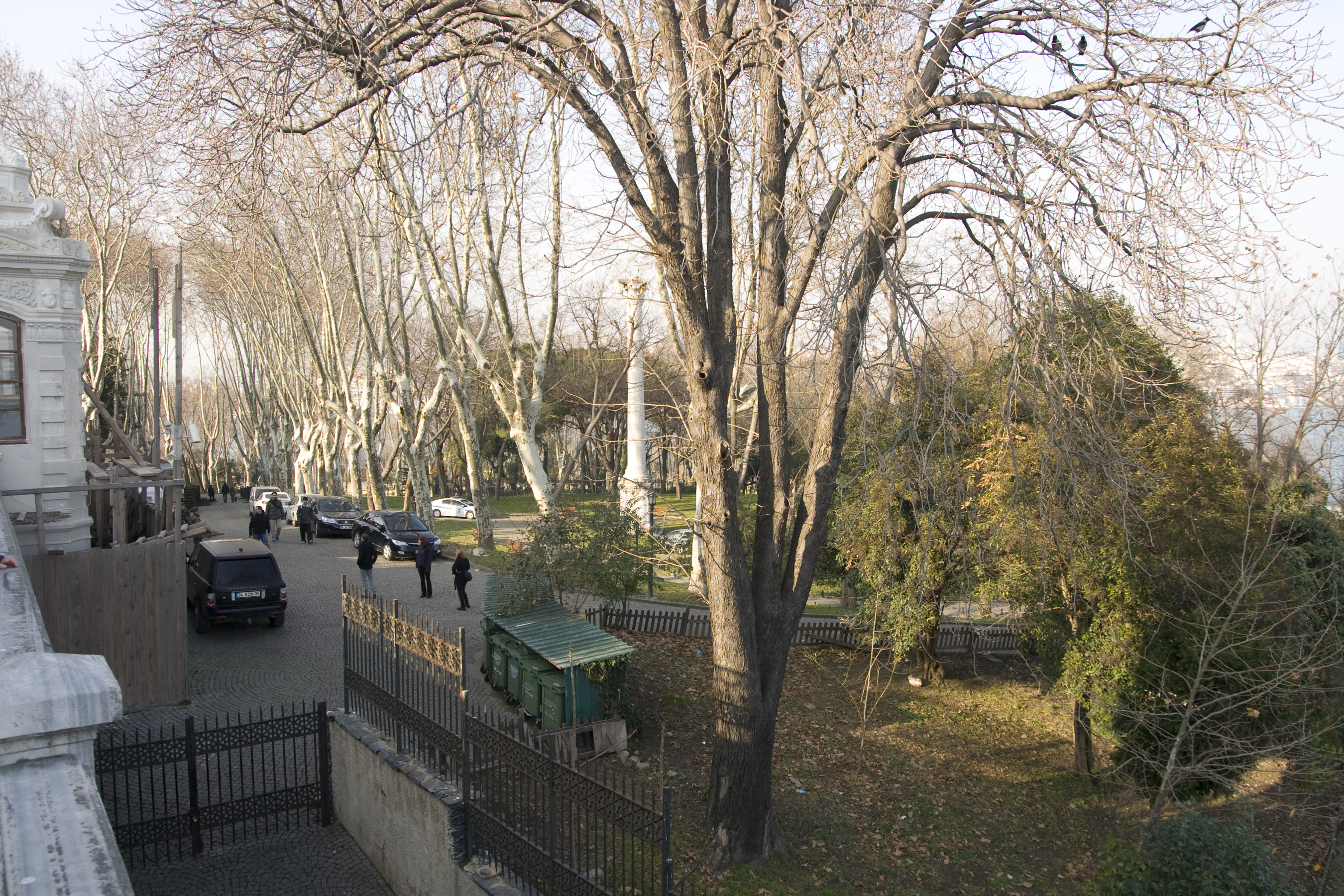
تصویری از یک پارک در استانبول

بیشتر مکان‌های عمومی برای شنا کردن در شهر در باکرکوی (Bakırköy)، کوچوک چِکمِجه (Küçükçekmece) ساریَر (sarıyer) و تنگه بوآز (Boğaz) یا جزایر استانبول می‌باشند. در بیرون شهر نیز جزایر پرنس (Prens Adaları) دریای مرمر، سیلیوری (Silivri) توزلا (Tuzla) و شیله (Şile) در دریای سیاه وجود دارند که دارای مناظر زیبا و طبیعتی بکر هستند. جزایر پرَنس (Prens Adaları) گروهی از جزایر دریای مرمر، در جنوب کارتال (Kartal) و پَندیک (Pendik) هستند. کاج و سبک نئوکلاسیک کاج سنگی (چوبی) و هنر عصر جدید روش عمارت‌های بزرگ تابستانی عصر عثمانی از قرن‌های نوزدهم و بیستم، کالسکه‌های اسبی (وسایل نقلیه موتوری مجاز به ورود نیستند) برای رفتن به این جزیره‌ها می‌توان از قایق‌ها و اتوبوس‌های دریایی پر سرعت که از ایستگاه‌های متعدد واقع در قسمتهای مختلف شهر پراکنده هستند مانند امینونو و کارتال استفاده کرد. ۹ جزیره، در ۴ منطقه قرار گرفته‌اند که بزرگ‌ترین آنها بویوک آدا است.
شیله نیز یک منطقه ساحلی و مشهور ترکیه در دریای سیاه است که در ۵۰ کیلومتری استانبول قرار دارد. همچنین کیلیوس با ساحلی شنی و آرام است که از در قسمت شمالی اروپایی بوسفروس در دریای سیاه و در منطقه سارییر قرار گرفته است. این منطقه محل خوبی برای شنا کردن است و در سال‌های گذشته در میان ساکنان استانبول به عنوان مکانی برای گردش عمومی شناخته شده است. کیلیوس یک پارک ساحلی همراه با رستوران‌ها نیز می‌باشد.
مجله «نیوزویک» اخیراً استانبول را شهر متصل‌کننده اروپا نامیده است.
بعد از چند دهه از سعی در رسیدن شرقی، افتخارات استانبول در کشف مجدد از یک شناخت مدرن و جدید بود، قسمت اروپایی آن از سردترین شهرها در دنیا بوده است. زیبایی‌های زیادی وجود دارد، هنوزه شهر هوای ابری همراه با بازارها، کلیساهای روم شرقی و عمارات عثمانی را دارا می‌باشد. استانبول دارای مراکز خرید متعددی می‌باشد. یکی از این بازارهای بسیار قدیمی، بازار بزرگ استانبول می‌باشد که در سال ۱۴۶۱ ساخته شده است و در میان بزرگ‌ترین و قدیمی‌ترین بازارهای جهانی جای دارد. بازار محمد پاشا نیز بازار روباز بزرگی بین بازار بزرگ و بازار مصری است که از سال ۱۶۶۰ بازار بزرگ ادویه استانبول می‌باشد.
علاوه بر این مراکز خرید سنتی، مراکز خرید بزرگ و مدرنی نیز در استانبول ساخته شده‌اند، به عنوان مثال مرکز خرید جواهر که در سال ۲۰۰۵ و در منطقه شیشلی افتتاح شده است یا مرکز خرید ایستینیه پارک İstinye Park tr:İstinye Park که در سال ۲۰۰۷ افتتاح شده اشاره کرد که در آن بزرگ‌ترین برندهای لاکچری دنیا شعبه دارند. در خیابان‌ها و کوچه پس کوچه‌های استانبول نیز انواع رستوران‌ها و کافه‌ها برای هر سلیقه ای وجود دارد. اما اکثر رستورانهایی که در آن‌ها غذاهای بین‌المللی سرو می‌کنند در مناطق بی اغلو، بشیکتاش، شیشلی و کادیکوی قرار دارند.
یکی از معروف‌ترین خیابان‌های استانبول، خیابان استقلال ISTIKLAL می‌باشد که در قسمت جنوبی میدان تکسیم قرار گرفته است و در آن انواع فروشگاه‌ها با برندهای بین‌المللی و ترک، رستوران‌ها و کلاب‌های متنوعی وجود دارد و یکی از تفریحات گردشگران در استانبول، قدم زدن در این خیابان و صرف غذا و نوشیدنی در رستوران‌ها و کافه‌های آن می‌باشد.

## جمعیت‌شناسی

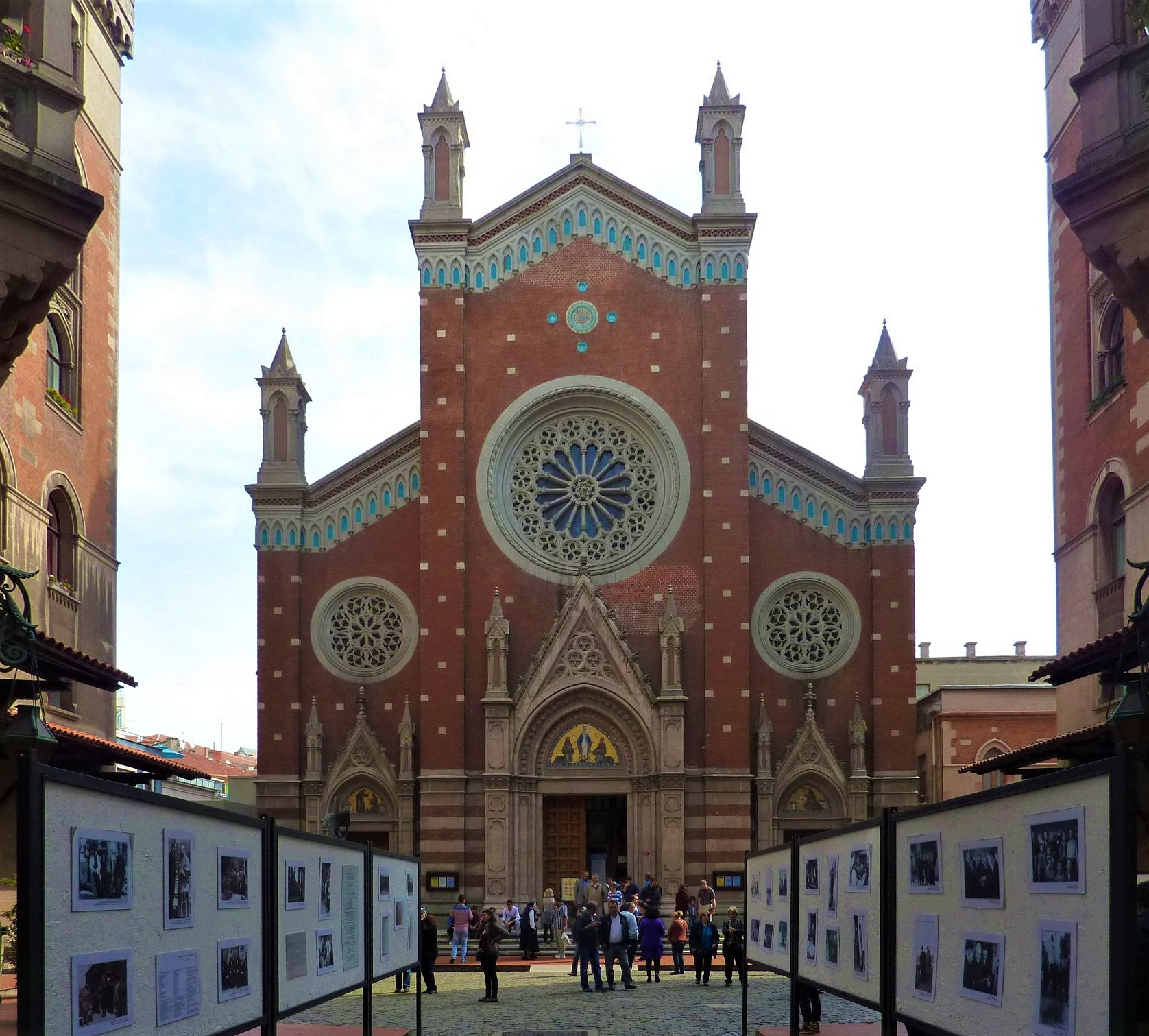
کلیسای سنت آنتونی پادوا

استانبول در طول تاریخ یک شهر جهانی بوده است، اما از اواخر دوره عثمانی بیشتر یکنواخت شده است. قومیت مختلفی در این شهر زندگی می‌کنند بر اساس داده‌های یک نظرسنجی، ۷۸ درصد از شرکت کنندگان در سن رای دادن در استانبول هویت قومی خود را ترک اعلام کردند. هر چندبرخی منابع جمعیت کردها در استانبول را بالا ۵میلیون تخمین می‌زنند اما با بر اساس یک نظر سنجی جمعیت کردها حدود ۲ میلیون نفرتخمین زده می شودو یکی از بزرگ‌ترین اقلیت‌های قومی استانبول را تشکیل می‌دهند و بعد از ترک‌ها بزرگ‌ترین گروه در میان شهروندان استانبول هستند. بر اساس یک نظر سنجی توسط مؤسسه KONDA در سال ۲۰۱۹، کردها حدود ۱۰ درصد از کل جمعیت استانبول را تشکیل می‌دادند.
| گروه‌های قومی در میان شهروندان ترکیه در استانبول (۲۰۱۹ KONDA survey) | گروه‌های قومی در میان شهروندان ترکیه در استانبول (۲۰۱۹ KONDA survey) | گروه‌های قومی در میان شهروندان ترکیه در استانبول (۲۰۱۹ KONDA survey) | گروه‌های قومی در میان شهروندان ترکیه در استانبول (۲۰۱۹ KONDA survey) | گروه‌های قومی در میان شهروندان ترکیه در استانبول (۲۰۱۹ KONDA survey) |
| ------------------------------------------------------------------- | ------------------------------------------------------------------- | ------------------------------------------------------------------- | ------------------------------------------------------------------- | ------------------------------------------------------------------- |
|                                                                     |                                                                     |                                                                     |                                                                     |                                                                     |
| ترک                                                                 | ترک                                                                 |                                                                     | ۷۸٪                                                                 | ۷۸٪                                                                 |
| کرد                                                                 | کرد                                                                 |                                                                     | ۱۷٪                                                                 | ۱۷٪                                                                 |
| عرب                                                                 | عرب                                                                 |                                                                     | ۱٪                                                                  | ۱٪                                                                  |
| سایر                                                                | سایر                                                                |                                                                     | ۳٪                                                                  | ۳٪                                                                  |

ریشه شهرنشینی استانبول توسط بسیاری از جوامع شکل گرفته است. اغلب جمعیت استانبول را ترکان استانبولی و بیشتر مذهب جمعیت اسلام است. اقلیت‌های مذهبی عبارت‌اند از کلیسای مسیحیان شرقی ارتدکس، کلیسای وابسته به پاپ ارمنیان مسیحی (ارامنه) و یهودیان سفاردی در دهکده‌های کوچک استانبول، ارمنیان، یهودیان و یونیان ساکن هستند.
در برخی از قسمت‌ها مانند کوزگونجوک یک کلیسای ارمنیان بعد از یک کنیسه یهودیان وجود دارد و در بخش‌های دیگر جاده یک کلیسای ارتدکس یونان در نزدیکی یک مسجد به چشم می‌خورد. جایگاه رئیس قسطنطنیه، رهبر روحانی و معنوی کلیسای ارتدکس قسطنطنیه در استانبول است. همچنین براساس آن جا، اسقف اعظم جامعه ترکیه (کلیسای شرقی ارتدکس)، یک اسقف اعظم کلیسای ارمنیان وابسته به پاپ و ترکیه بزرگ در آن جا یعنی استانبول می‌باشد.
شهر به صورت سنتی، جایگاه رئیس جهانی است، برای بیشتر کلیساهای ارتدکس و اسقف اعظم ارامنه مانند اسقف اعظم جامعه ارتدکس ترکیه همین‌طور است. اقلیت‌های یونانی و ارمنی بعد از تغییرات جنگ جهانی اول که به تبعیض و تفرقه و سرکوب دایمی منجر گردید هنوز در استانبول زندگی می‌کنند. در سال ۱۹۴۲ یک مالیات ویژه تعیین شده بود. در سال ۱۹۶۴ تمام یونانی‌ها (در حدود ۰۰۰/۱۰۰ نفر) بدون شهروند شدن ترکیه از ترکیه برگردانده شدند. امروزه بیشتر یونانی‌های ترکی و ارامنه در استانبول یا در نزدیکی استانبول زندگی می‌کنند.

## رشد جمعیت
جمعیت شهرهای بزرگی در طول ۲۵ سال بین سال‌های ۱۹۸۰ و ۲۰۰۵ بیشتر از ۳ برابر شده است. ۶۵ درصد از تمام استانبولی‌ها در بخش اروپایی و نزدیک به ۳۵ درصد در بخش آسیایی زندگی می‌کنند.
در سال ۱۹۱۴ افزایش جمعیت با تکان و لرزش بیش از ۵۰ درصدی با توجه به مطالعات برآورده شده است. تعداد زیادی از سال ۱۹۲۷ تا سال ۲۰۰۰ مورد سرشماری و آمار قرار گرفته‌اند. تعداد زیادی از سال ۲۰۰۵ و ۲۰۰۶ براساس محاسبات پیش‌بینی شده‌اند. جمعیت استانبول بین سال‌های ۱۹۸۰ و ۱۹۸۵ به ۲ برابر رسید.
| سال  | جمعیت     |
| ---- | --------- |
| ۳۳۰  | ۴۰٬۰۰۰    |
| ۴۰۰  | ۴۰۰٬۰۰۰   |
| ۵۳۰  | ۵۵۰٬۰۰۰   |
| ۵۴۵  | ۳۵۰٬۰۰۰   |
| ۷۱۵  | ۳۰۰٬۰۰۰   |
| ۹۵۰  | ۴۰۰٬۰۰۰   |
| ۱۲۰۰ | ۱۵۰٬۰۰۰   |
| ۱۴۵۳ | ۳۶٬۰۰۰    |
| ۱۴۷۷ | ۷۵٬۰۰۰    |
| ۱۵۶۶ | ۶۰۰٬۰۰۰   |
| ۱۸۱۷ | ۵۰۰٬۰۰۰   |
| ۱۸۶۰ | ۷۱۵٬۰۰۰   |
| ۱۸۸۵ | ۸۷۳٬۵۷۰   |
| ۱۸۹۰ | ۸۷۴٬۰۰۰   |
| ۱۸۹۷ | ۱٬۰۵۹٬۰۰۰ |
| ۱۹۰۱ | ۹۴۲٬۹۰۰   |
| ۱۹۱۴ | ۹۰۹٬۹۷۸   |

| سال         | جمعیت      |
| ----------- | ---------- |
| ۱۹۲۷ اکتبر  | ۶۸۰٬۸۵۷    |
| ۱۹۳۵ اکتبر  | ۷۴۱٬۱۴۸    |
| ۱۹۴۰ اکتبر  | ۷۹۳٬۹۴۹    |
| ۱۹۴۵ اکتبر  | ۸۶۰٬۵۵۸    |
| ۱۹۵۰ اکتبر  | ۹۸۳٬۰۴۱    |
| ۱۹۵۵ اکتبر  | ۱٬۲۶۸٬۷۷۱  |
| ۱۹۶۰ اکتبر  | ۱٬۴۶۶٬۵۳۵  |
| ۱۹۶۵ اکتبر  | ۱٬۷۴۲٬۹۷۸  |
| ۱۹۷۰ اکتبر  | ۲٬۱۳۲٬۴۰۷  |
| ۱۹۷۵ اکتبر  | ۲٬۵۴۷٬۳۶۴  |
| ۱۹۸۰ اکتبر  | ۲٬۷۷۲٬۷۰۸  |
| ۱۹۸۵ اکتبر  | ۵٬۴۷۵٬۹۸۲  |
| ۱۹۹۰ اکتبر  | ۶٬۶۲۰٬۲۴۱  |
| ۱۹۹۷ نوامبر | ۸٬۲۶۰٬۴۳۸  |
| ۲۰۰۰ اکتبر  | ۸٬۸۰۳٬۴۶۸  |
| ۲۰۰۵ ژانویه | ۹٬۷۹۷٬۵۳۶  |
| ۲۰۰۶ ژانویه | ۱۰٬۰۳۴٬۸۳۰ |
| ۲۰۱۰ ژانویه | ۱۳٬۲۵۶٬۰۰۰ |

## مذهب
اکثریت قریب به اتفاق مردم در سراسر ترکیه و در استانبول، مسلمان، و به‌طور خاص اهل سنت هستند. بسیاری از سنی‌ها به دنبال مکتب حنفی از تفکر اسلامی هستند، اگر چه حدود ۱۵ درصد از اهل سنت ترکیه به ویژه کردهای شرق فرات از فقه شافعی پیروی می‌کنند. بزرگ‌ترین مذهب غیر سنی مسلمان ترکیه علویان با بیش از ۷٬۵ میلیون نفر جمعیت در ترکیه هستند که یک سوم از همه علویان ترکیه در استانبول زندگی می‌کنند.

### مساجد استانبول

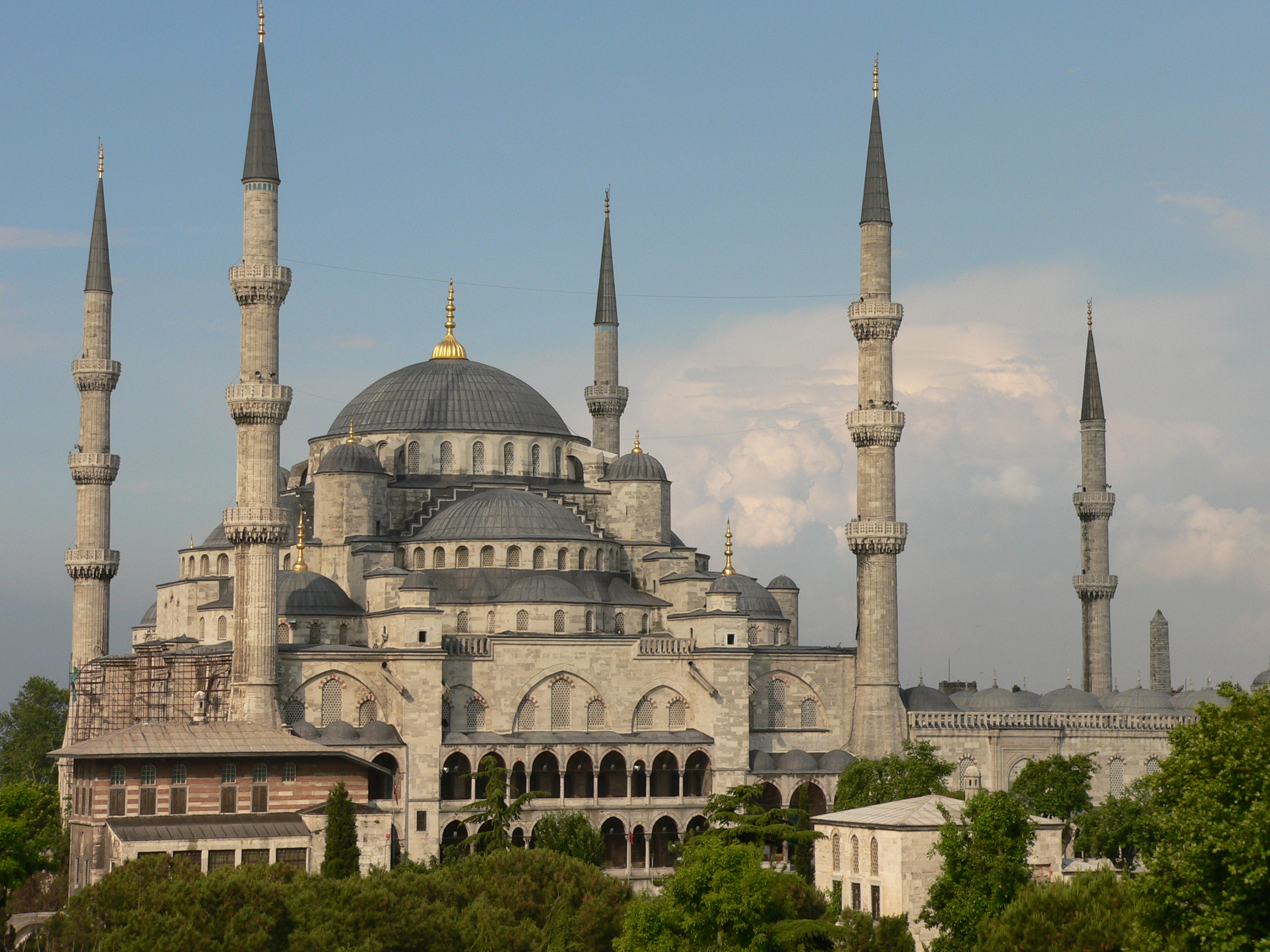
مسجد سلطان احمد

شهر تاریخی استانبول مساجد باشکوهی را در دل خود جا داده است که ساختار آن‌ها باورها و معماری دوره‌های مختلف تاریخی را که بر این شهر حکومت می‌کردند، به نمایش می‌گذارند.
تقریباً تمام مساجد سلطنتی استانبول که به فرمان سلطان‌ها در دورهٔ حکومت عثمانی ساخته شده‌اند معماری مشترکی دارند و شامل گنبد، محراب، مناره و حیاط هستند و همچنین مجموعهٔ مسجد که آن را کلیه می‌نامند. کلیه‌ها شامل مرکزی برای مداوای بیماران بودند که آن را «دارالشفا» می‌نامیدند و همچنین حمام عمومی، کاروان‌سرا، مطبخ، مدرسه و دارالقرآن. این مراکز به اقتضای نیازهای مذهبی و فرهنگی شکل گرفته بودند.
مسجد سلیمانیه، مسجد آبی و مسجد جدید از جمله مساجد زیبای این شهر توریست پسند هستند که هر ساله با استقبال گستردهٔ گردشگران روبه‌رو می‌شوند.

#### مسجد ایاصوفیه

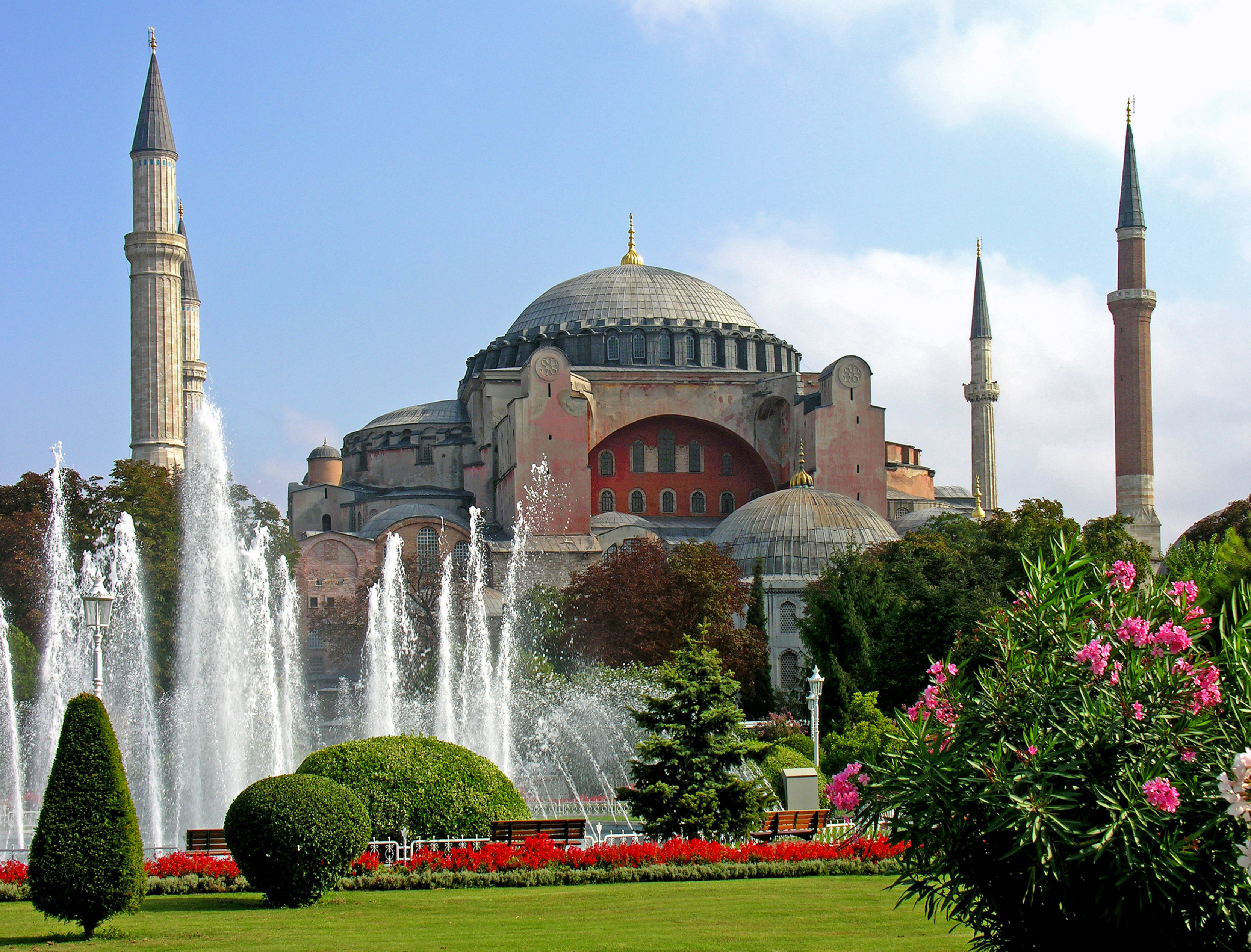
ایا_صوفیه

ایاصوفیه در سال ۳۶۰ به عنوان کلیسای بزرگ ساخته شد و در طی سال‌ها دستخوش تغییراتی شد تا در تاریخ ۱۴۵۳ به دستور سلطان عثمانی به مسجد تبدیل و تا تاریخ ۱۹۳۱ مسجد باقی ماند. در سال ۱۹۳۱ به دلیل معماری غنی و تاریخی و تاریخ نهفته در بنا، ایاصوفیه به دستور آتاترک به موزه تبدیل شد.

#### مسجد سلیمانیه
همان‌طور که از نام آن برمی‌آید مسجد سلیمانیه به دستور سلطان سلیمان معروف به سلیمان محتشم و به دست معمار سلطنتی نامدار «معمار سینان» بنا شد. این مسجد بین سال‌های ۱۵۵۰ تا ۱۵۵۷ میلادی بنا شد و هنوز هم قسمت‌های زیادی از مجموعهٔ آن سالم مانده‌اند و بخش‌هایی مثل حمام ترکی سلیمانیه قابل استفاده هستند.
از قسمت‌های خاص این مسجد که برای گردشگران جذابیت بالایی دارد قبرستان مسجد است که مقبرهٔ سلطان سلیمان و همسرش خرم سلطان در آن قرار دارد. این مسجد روی تپهٔ سوم از هفت تپهٔ استانبول بنا شده و دید زیبایی از شهر را به گردشگران می‌دهد.

#### مسجد اورتاکوی

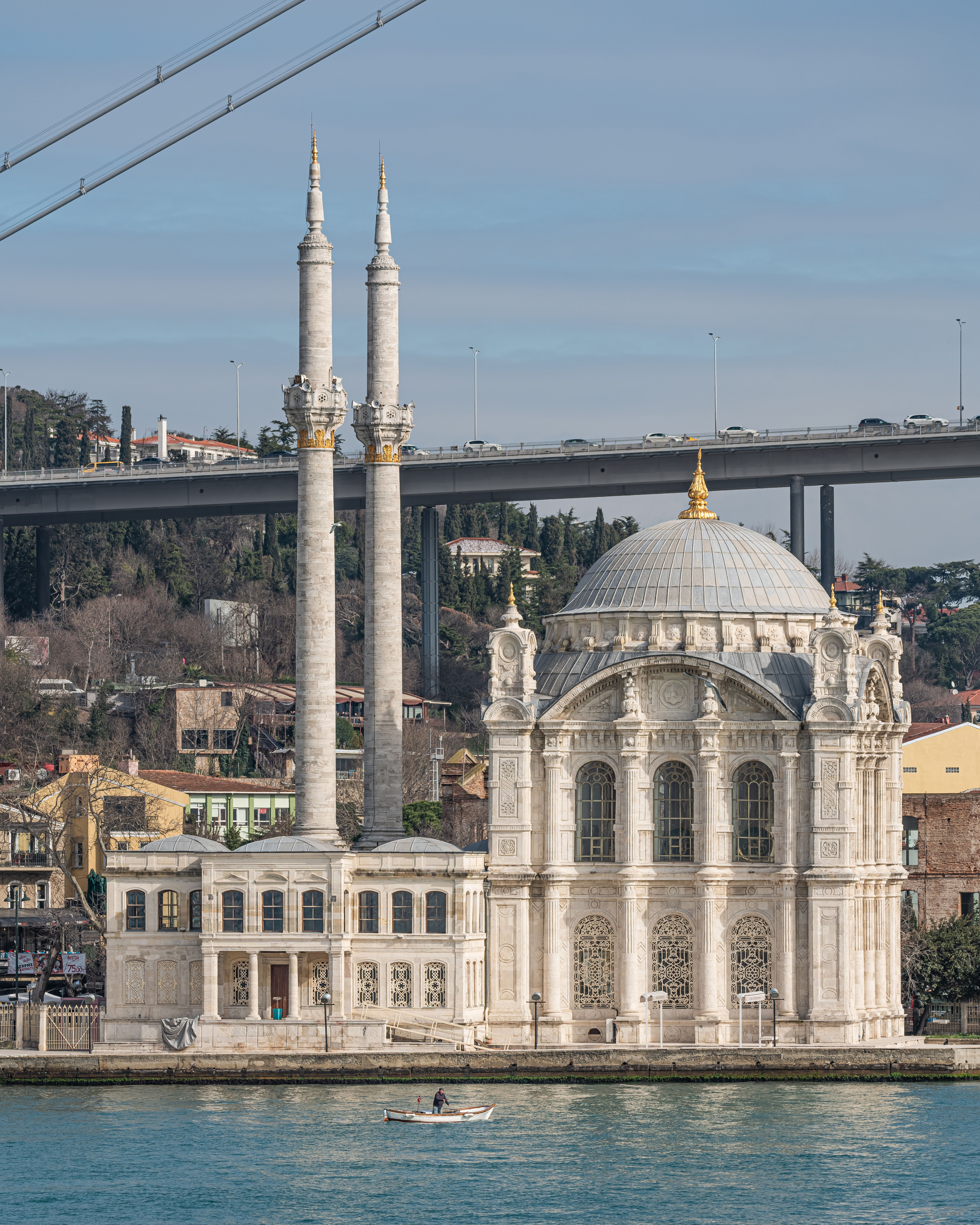
مسجد اورتاکوی

مسجدی زیباست که در قرن ۱۸ ام توسط آقا محمود، داماد وزیر بزرگ ابراهیم پاشا، تنها کمی آنطرف تر از پل بسفر بنا شد.

#### مسجد آبی
مسجد سلطان احمد که آن را به نام مسجد آبی می‌شناسند یکی از زیباترین مسجدهای استانبول است که در فصل‌های پرگردشگر، گردشگران برای بازدید از آن در صف‌های طولانی منتظر می‌مانند. مسجد آبی ترکیبی از عناصر معماری دورهٔ بیزانس و عثمانی را به نمایش می‌گذارد و نورپردازی خیره‌کنندهٔ آن در شب این مسجد را یکی از سوژه‌های پر طرفدار برای عکاسی می‌کند. مسجد سلطان احمد پس از گذشت سال‌ها یک مسجد فعال است و برای عبادت مورد استفاد قرار می‌گیرد. از شاخصه‌های این مسجد گنبد بزرگ به ارتفاع ۴۵ متر آن است که به انضمام ۴ منارهٔ آن نمای زیبایی می‌سازد. کاشی‌کاری‌های هنرمندانه، خوشنویسی‌های داخل گنبد و نقاشی‌های مسجد آبی بسیار معروف هستند.

#### مسجد جدید
مسجد جدید علی‌رغم نامی که دارد مسجدی ۴۰۰ ساله است که به دستور صفیه والده سلطان، مادر سلطان محمد سوم ساخت آن آغاز شد اما اتمام و تکمیل بنای مسجد تا ۶ والده سلطان دیگر به درازا کشید.
این مسجد میزبان ۶۶ گنبد بزرگ و کوچک است و در قسمت شاخ طلایی استانبول قرار دارد.

#### مسجد رستم پاشا
این مسجد در بین سال‌های ۱۵۶۱ الی ۱۵۶۳ به وسیله ثروت وقفی خود رستم پاشا ساخته شد. این مسجد نمونه‌ای مهم و شناخته شده از سرامیک کاری ایزنیک در استانبول می‌باشد و در واقع سرامیک کاری ایزنیک امضای معماری و تزئین عثمانی و بازگوی سیاست، تاریخ و داستان‌های دوره سلاطین عثمانی است.

#### مسجد چاملیجا
این مسجد که ساخت آن از سال ۲۰۱۳ و به‌دستور اردوغان در ارتفاعات محله چاملیجا در منطقه اوسکودار بخش آسیایی استانبول شروع شد و در سال ۲۰۱۹ به اتمام رسید. چاملیجا بزرگ‌ترین مسجد ترکیه به‌شمار می‌رود که با داشتن ۵ مناره و ۵۷ هزار و ۵۰۰ متر مربع مساحت، گنجایش ۶۳ هزار نفر را در خود دارد.
مجموعه مسجد همچنین شامل یک موزه، یک گالری هنری، یک کتابخانه، یک سالن کنفرانس برای ۱۰۰۰ نفر، ۸ کارگاه هنری و یک پارکینگ برای ۳۵۰۰ اتومبیل است.

## اقتصاد

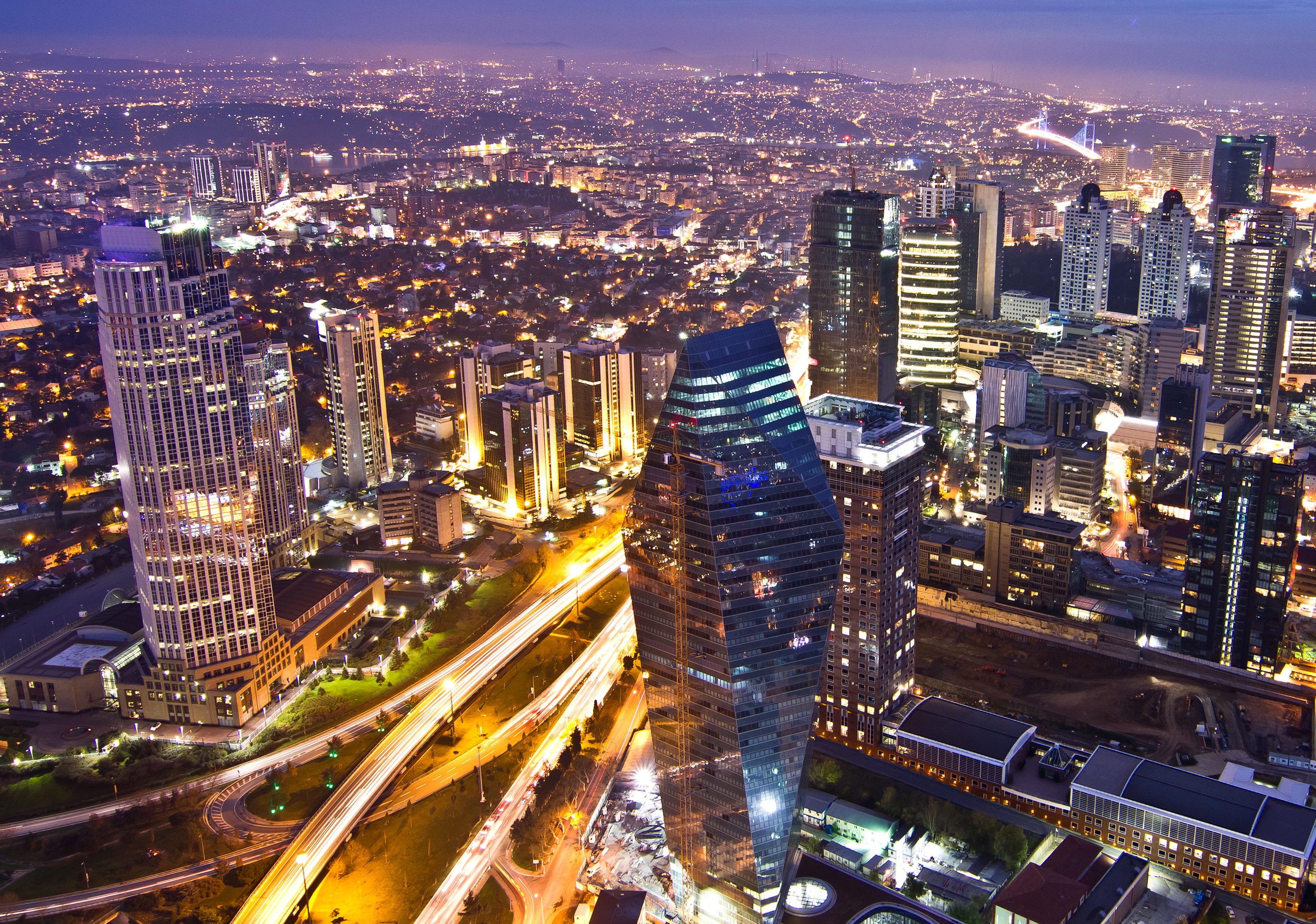
خیابان بویوکدره

استانبول همیشه مرکز زندگی اقتصادی کشور بوده است که این به خاطر موقعیت اتصالی بین‌المللی راه‌های مرزی زمینی و دریایی می‌باشد. آن تقریباً ۲۰ درصد از کار صنعتی ترکیه و ۳۸ درصد از فضای کاری صنعتی ترکیه را شامل می‌شود. به‌علاوه ۵۵ درصد از تولیدات این شهر ترکیه از تجارت و دادوستد و ۴۵ درصد از دادوستد کشور از عمده فروشی و ۲/۲۱ درصد تولیدات ترکیه از فراورده‌های انبوه ملی به‌دست می‌آید. ۴۰ درصد از مالیات‌های جمع‌آوری شده در ترکیه و ۵/۲۷ درصد از محصولات ملی ترکیه است. تا سال ۱۹۸۰، تولید ناخالص ملی (GDP) استانبول به‌طور میانگین در یک سال ۵ درصد رشد داشته است.
دراواخر دهه سال ۱۹۹۰ اقتصاد ترکیه و استانبول به‌طور خاص دچار دو شوک مهم و اساسی شد. اول، بحران اقتصادی آسیایی بین ژوئیه ۱۹۹۷ و شروع سال ۱۹۹۸، بحران روسیه بین اوت ۱۹۹۸ و اواسط ۱۹۹۹ اثرات منفی در تمام قسمت‌های اقتصادی داشت به خصوص در میان صادرات، بر این اساس، یک شکل‌گیری جدید و مجدد اقتصادی استانبول در شروع و اواسط ۱۹۹۹ مشاهده شد.
زمین لرزه‌ای که مرکز آن در کجاالی (Kocaeli) بود در ۱۷ اوت ۱۹۹۹، با دومین شوک بزرگ اقتصادی برای شهر از شرق بعد از بحران موجود در روسیه ترکیب شد.
بخشی از کاهش نیروی انسانی و سرمایه به علت بلای طبیعی، یک کاهش در GDP حدوداً ۲ درصدی بوده است. با وجود این رکود اقتصادی، اقتصاد استانبول در سال‌های اخیر بهبودی یافته است. امروزه استانبول مرکز صنعتی ترکیه است. بسیاری از نقشه‌ها و طرح‌های تولیدی اصلی در شهر متمرکز شده است. استانبول و ایالات اطراف آن کتان، میوه، روغن زیتون، ابریشم و تنباکو تولید می‌کنند. فراورده‌های غذایی، تولید منسوجات، محصولات روغنی، مواد لاستیکی و فلزی، چرم، مواد شیمیایی، الکترونیکی، شیشه‌ای، ماشینی، کاغذ و محصولات کاغذی و نوشیدنی‌های الکلی از تولیدات صنعتی مهم شهر می‌باشند.
چشم‌انداز اصلی دیگر از اقتصاد استانبول (Tourism) گردشگری و جهانگردی است. هزاران هتل و صنعت‌های دیگر مرتبط با جهانگردی در استانبول وجود دارد که به گردشگران و بازدیدکنندگان به‌طور حرفه‌ای خدمت می‌کنند.
کفاف صابون‌های میوه‌ای ویتامینه ترکیه شهرتی جهانی دارند.

## ترابری

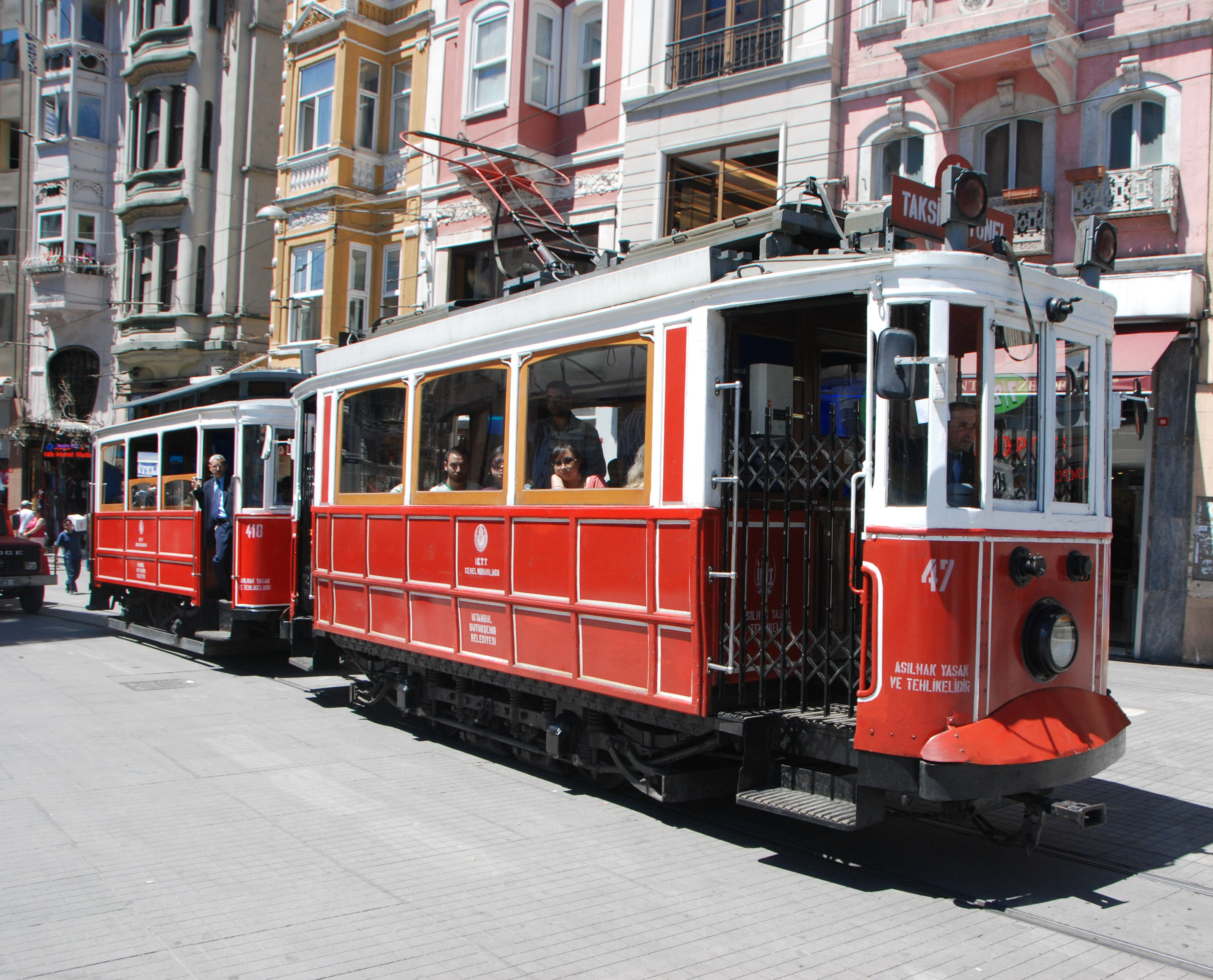
قطار برقی استانبول

### راه‌آهن
شهر استانبول شاهراه ارتباطی بین نواحی مختلف دنیا است و جاده‌های بین‌المللی فراوانی از این شهر عبور می‌کنند.
ایستگاه سیرکِجی (Sirkeci)، آخرین توقف‌گاه یا ایستگاه برای تمام راه‌آهن‌ها در سمت اروپایی است. فقط یک مسافت طولانی روزانه پیموده می‌شود (به بخارست). دورتر از بوسفوروس در ایستگاه حیدرپاشا راه‌ها چندین برابر در طی روز به آنکارا سفر می‌کنند و کمتر از مقصدهای دیگری در آناتولی عبور می‌کنند. در حال حاضر ۲ ایستگاه وجود دارد که توسط گذرگاه بوسفوروس متصل می‌شود. پروژه مارمارای سرانجام به سیستم ریلی با یک ایستگاه تبادل‌کننده متصل خواهد شد که همچنین با سیستم مترو هم در ارتباط خواهد بود.

نقشه حمل و نقل ریلی استانبول

E5, E۹۰ و آزادراه حمل و نقل و ترانزیت اروپایی (TEM) سه جاده اصلی هستند که از مرز اروپایی به ترکیه و از قسمت مرز درون‌شهری به شرق می‌رسد. آزادراه ویژه نزدیک استانبول به خوبی گسترش یافته است و به‌طور دائم در حال گسترش و توسعه یافتن است. آزادراه به آنکارا و ادرینه می‌رسد. همچنین ۲ شاه‌راه دور شهر وجود دارد. قدیمی تر آن E۵ نامیده می‌شود که اغلب اوقات برای ترافیک درون شهر مورد استفاده قرار می‌گیرد، در صورتی‌که اخیراً بیشتر TEM بزرگراهی است که اغلب توسط ترافیک درون‌شهری یا بین قاره‌ای استفاده می‌شود.
پل بسفر و پل سلطان محمد فاتح نسبتاً (به‌طور نسبی)، برای این ۲ بزرگراه، گذرگاه تنگه بوسفروس را فراهم می‌کنند.

### ترابری هوایی
استانبول ۲ فرودگاه بین‌المللی دارد: بزرگ‌ترین فرودگاه، فرودگاه بین‌المللی استانبول در غربی‌ترین منطقه استانبول و در نزدیکی منطقه ینی کوی و در مجاورت دریای سیاه در زمینی به وسعت ۷۶٫۵ کیلومتر واقع شده است و از سال ۲۰۱۸ شروع بکار کرده است. فرودگاه بخش آسیایی استانبول نیز، فرودگاه بین‌المللی صبیحه گوکچن در ۲۰ کیلومتری شرقی از طرف آسیایی و ۴۵ کیلومتری شرقی اروپایی مرکز شهر قرار گرفته است.

### مترو

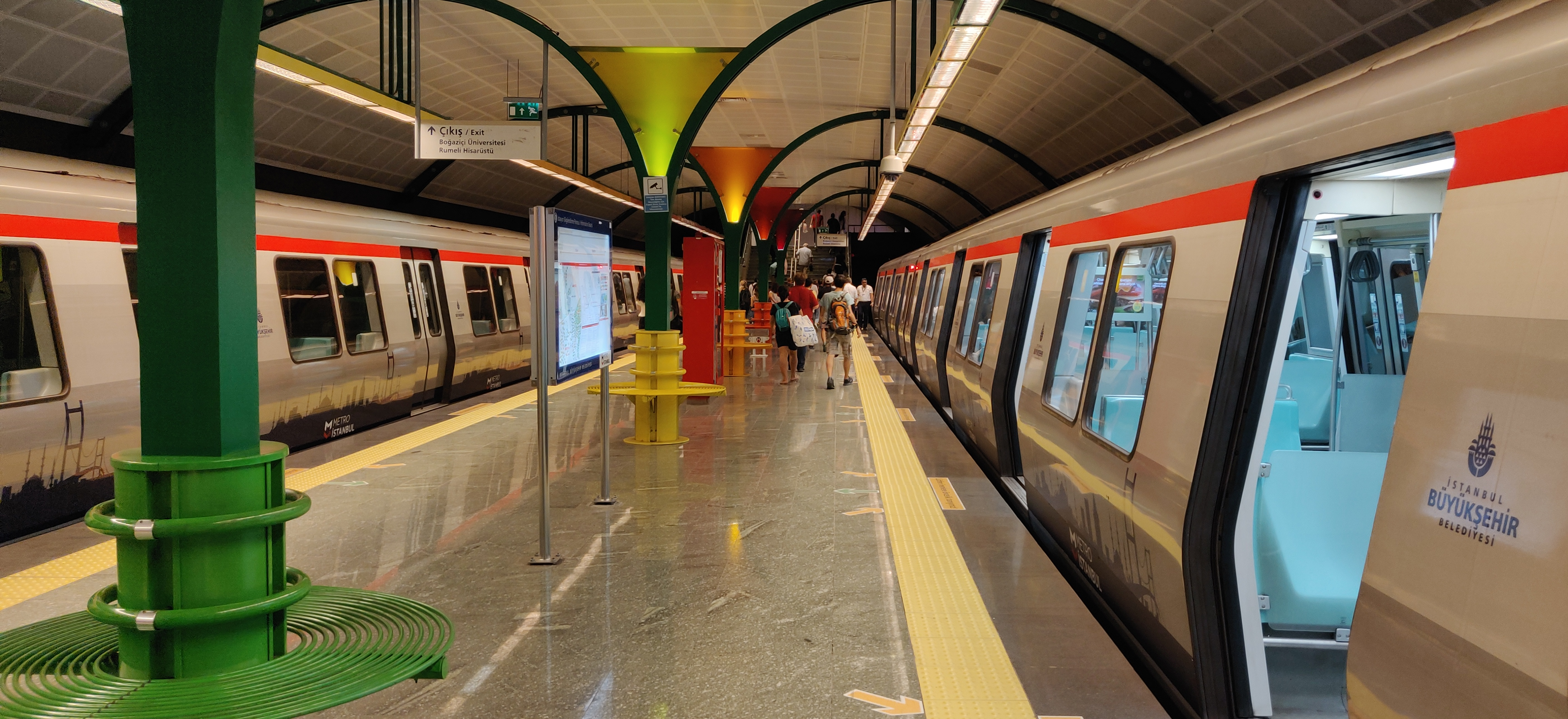
متروی استانبول

متروی استانبول در سال ۱۹۸۹ تأسیس شده و هم‌اکنون دارای ۹ خط و ۷۳ ایستگاه می‌باشد که تا فرودگاه نیز امتداد پیدا کرده‌اند. همچنین متروی قدیمی و کوچک استانبول با نام تونل در سال ۱۸۷۵ با دو ایستگاه ساخته شده بوده.

### تراموا
تراموا استانبول یکی از سیستم‌های ترابری داخلی شهری در استانبول است که دارای دو خط و ۵۳ ایستگاه می‌باشد که بیشتر در مناطق فاتیح و امینونو فعالیت می‌کنند.

### کشتیرانی
قسمتی از استانبول در کشور از اهمیت بیشتری برخوردار است. بخش قدیمی در Golden Horn (شاخ طلایی) یا همان خلیج (Haliç) به‌طور عمده برای کشتیرانی خصوصی به‌کار گرفته می‌شود. سرویس‌های معینی به خوبی سفرهای دریایی در چند قسمت وجود دارد مانند: پیرئوس، یونان؛ دوبروونیک، کرواسی؛ ونیز، ناپل، ایتالیا؛ مارسی، فرانسه؛ حیفا، اسرائیل در دریای مدیترانه و همچنین اودسا، اوکراین در دریای سیاه.

## فوتبال

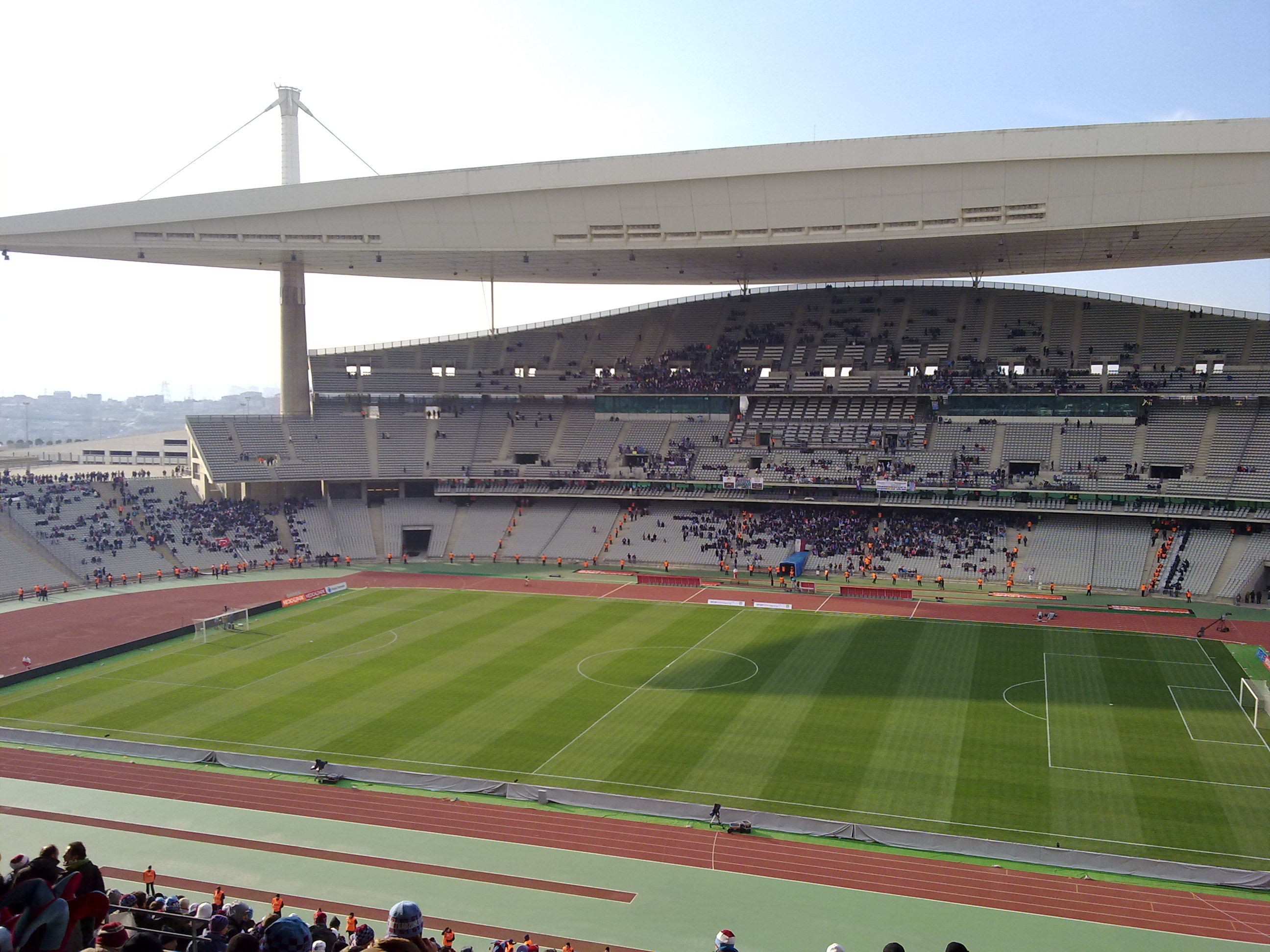
ورزشگاه المپیک آتاترک

استانبول چند تیم فوتبال خانگی دارد، در میان این تیم‌ها، ۳ تقسیم‌بندی اصلی وجود دارد:
فنرباغچه، گالاتاسرای و بشیکتاش.
فنرباغچه از سال ۱۹۷۰ تا سال ۱۹۵۹، ۱۶ بار مسابقه ملی داشته است. بازی‌های خانگی باشگاه‌های ورزشی در ورزشگاه شوکرو سراج اغلو در کادیکوی انجام می‌شود. ظرفیت و گنجایش این ورزشگاه ۵۲٫۵۰۰ تماشاگر می‌باشد. کریستوف دام اولین مربی و سرپرست از طرف اتحادیه ترکیه بوده است که از ابتدای تابستان سال ۲۰۰۳ تا انتهای فصل
۲۰۰۶–۲۰۰۵ سرپرستی تیم را عهده‌دار بوده است. فنرباغچه توسط زیکو تا ماه ژوئیه سال ۲۰۰۶ سرپرستی شده است. بیشتر بازیکنان فنرباغچه مشهور و شناخته شده هستند، مانند استفان آپیاه، ماتیاس کژمان، و بازیکن میانی برزیلی الکساندرو دی سوزا.
- گالاتاسرای از سال ۱۹۰۵ تا سال ۱۹۵۹، ۱۶ بار مسابقه ملی داشته است و برنده جام یوفا و سوپر جام یوفا در سال ۲۰۰۰ بوده است. آن‌ها در ورزشگاه عالی ترک تلکام آرنا تلکام  بازی می‌کنند که ۵۲٫۶۵۲ نیمکت و صندلی گنجایش دارد.
- بشیکتاش قدیمی‌ترین انجمن و اتحادیه ورزش‌های ترکیه است (۱۹۰۳) که ۱۲ مسابقه ملی داشته است. بشیکتاش به‌طور مجموع شامل فدراسیون ترکیه است که برای ۲ فصل در سال‌های ۱۹۵۷ و ۱۹۵۸ بازی کرده است. بشیکتاش در هر دو سال برنده شد. بازی‌های خانگی در ورزشگاه اینونو برگزار می‌گردد. این ورزشگاه ۳۲٫۰۰۰ نفر ظرفیت دارد.

ایستانبول سپور چهارمین باشگاه ورزشی بزرگ استانبول می‌باشد (۱۹۲۶). در حال حاضر در دومین بخش بازی می‌کند. با اینکه در نام او استانبول وجود دارد، این تیم طرفداران زیادی در استانبول ندارد درست برخلاف فنرباغچه، گالاتاسرای و بشیکتاش. بازی‌های خانگی این تیم در ورزشگاه گونگورن برگزار می‌شود. این ورزشگاه ۱۰٫۵۰۰ نفر ظرفیت دارد.

## شهرهای خواهرخوانده
| - ایران-تبریز - ایران-اصفهان - قزاقستان-آلماتی - اردن-امان - آذربایجان-باکو - اسپانیا-بارسلونا - آلمان-برلین - مجارستان-بوداپست - آرژانتین-بوینس آیرس - کره جنوبی-بوسان - مصر-قاهره - ونزوئلا-کاراکاس - بنگلادش-چیتاگونگ - آلمان-کلن - رومانی-کنستانتا | - امارات متحده عربی-دبی - آلبانی-دورس - ایتالیا-فلورانس - سوئد-استکهلم - فرانسه-استراسبورگ - گرجستان-تفلیس - ایتالیا-ونیز - لهستان-ورشو - -جمهوری خلق چین-جی آن - کوبا-هاوانا - ایالات متحده-هوستون - اندونزی-جاکارتا - مالزی-جوهر بهرو - افغانستان-کابل - روسیه-کازان | - سودان-خارطوم - پاکستان-لاهور - ترکمنستان-مرو - اوکراین-اودسا - قرقیزستان-اوش - بلغارستان-پلاودیف - جمهوری چک-پراگ - مراکش-رباط - برزیل-ریو دوژانیرو - بوسنی و هرزگوین-سارایوو - ازبکستان-سمرقند - چین-شانگهای - ژاپن-شیمونوساکی - مقدونیه-اسکوپیه - روسیه-سن پترزبورگ |

## مسجدهای تاریخی استانبول
- ایاصوفیه که پیش از جمهوریت مسجد ایاصوفیه بوده است.
- مسجد سلطان احمد یا مسجد آبی.
- مسجد فاتح
- مسجد سلیمانیه
- مسجد بایزید

## استانبولی‌های سرشناس
- اورهان پاموک
- بولنت اجویت
- تانسو چیلر
- رجب طیب اردوغان
- عزیز نسین
- ابراهیم متفرقه
- اکرم امام اوغلو
- صلاح الدین دمیرتاش
- اوزگور اوزل

## تعدادی از جاذبه‌های گردشگری استانبول
- موزه ایاصوفیا
- کاخ دلمه‌باغچه
- مسجد سلطان احمد
- برج دختر
- مینیاترک
- تنگه بسفر
- روملی حصار
- یدی کوله (هفت برج)
- برج گالاتا
- کاخ توپکاپی
- کاخ بیلر بی
- کاخ چراغان
- تپه‌های چاملیجا (بام استانبول)
- برج چاملیجا
- جزیره بیوک آدا (یا پرنسس)
- موزه هنرهای اسلامی ترکیه
- موزه باستان‌شناسی استانبول
- موزه فرش ترکیه
- بازار بزرگ استانبول (کاپالی چارشی)
- میسیر چارشیسی (بازار ادویه)
- موزه موزاییک واقع در بازار پشت ایاصوفیه
- پارک آبی آکوا دلفین استانبول

## امنیت در شهر استانبول
بخش عمده درآمد کشور ترکیه از صنعت گردشگری و توریست است و همین موضوع باعث شده شرایط مناسبی برای توریست‌ها از جهت امنیت و امکانات فراهم گردد.
برقراری امنیت در شهرهای توریستی یکی از بزرگ‌ترین چالش‌های هر کشوری است که ترکیه نیز توانسته در این مورد موفقیت نسبی داشته باشد. البته حوادث تروریستی چند سال اخیر کمی گردشگران را نگران کرده اما تأثیر بلندمدت در میزان گردشگران این شهر نداشته است.

## نگارخانه

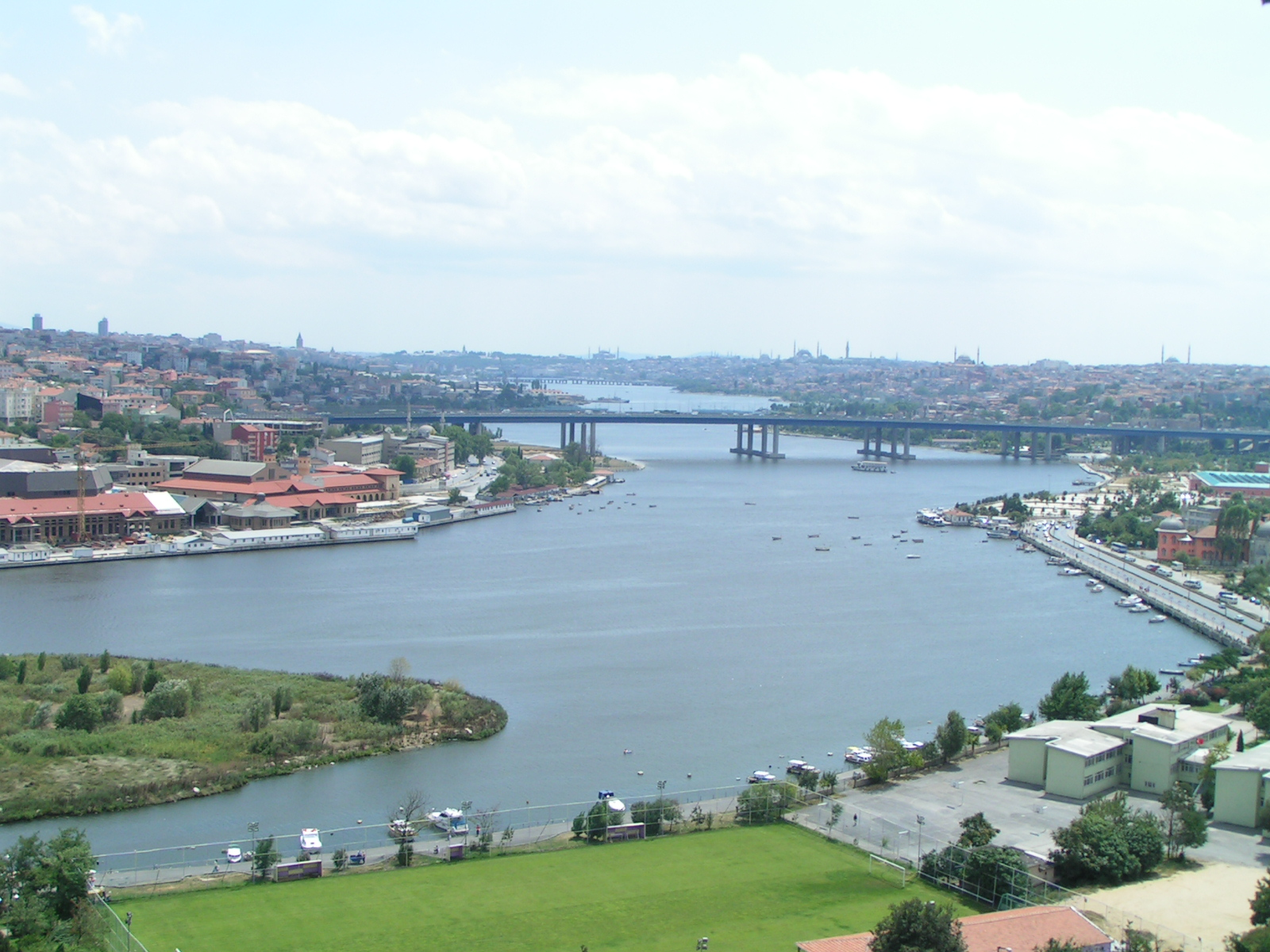
چشم‌انداز شاخ زرین
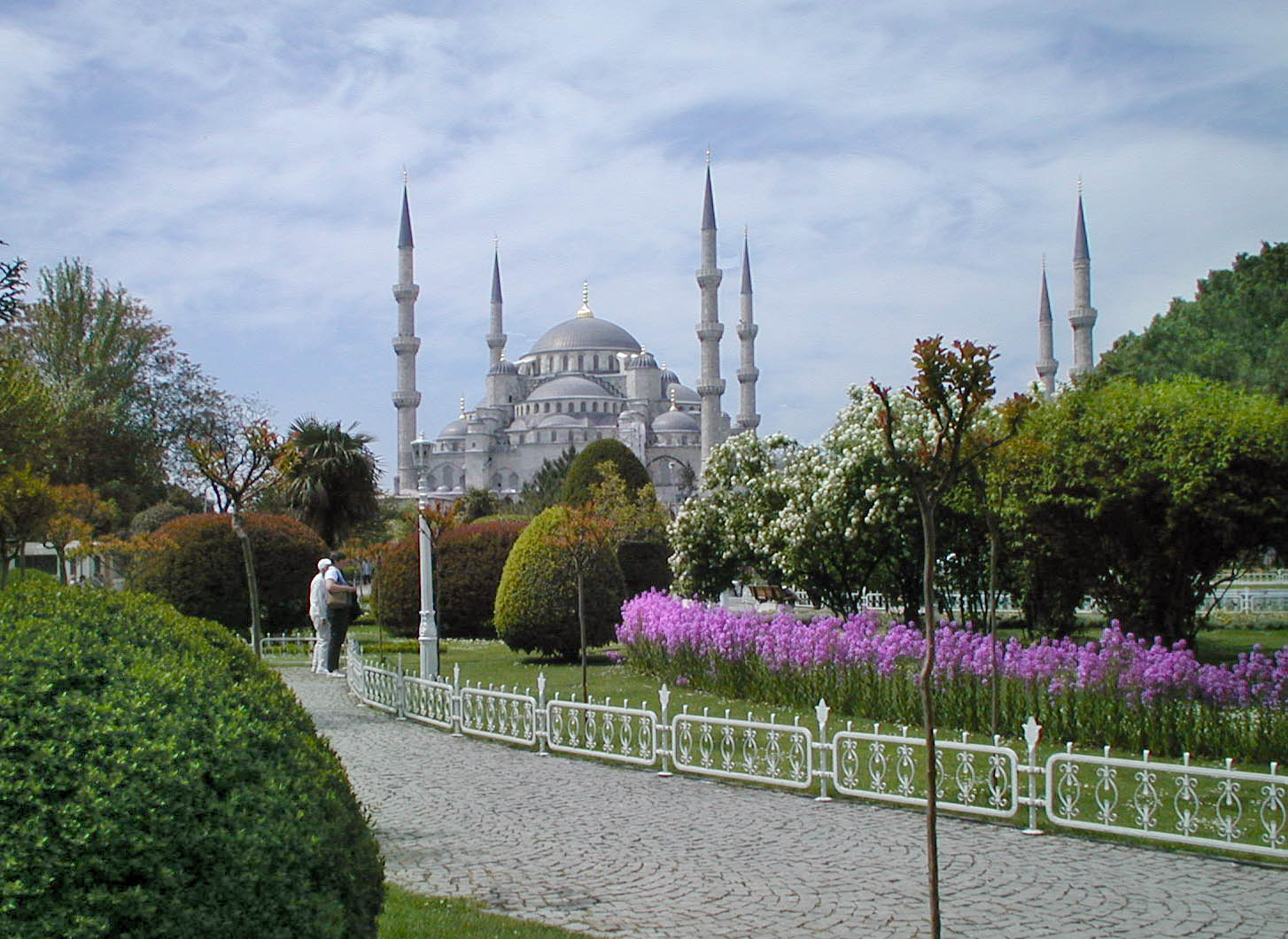
مسجد سلطان احمد
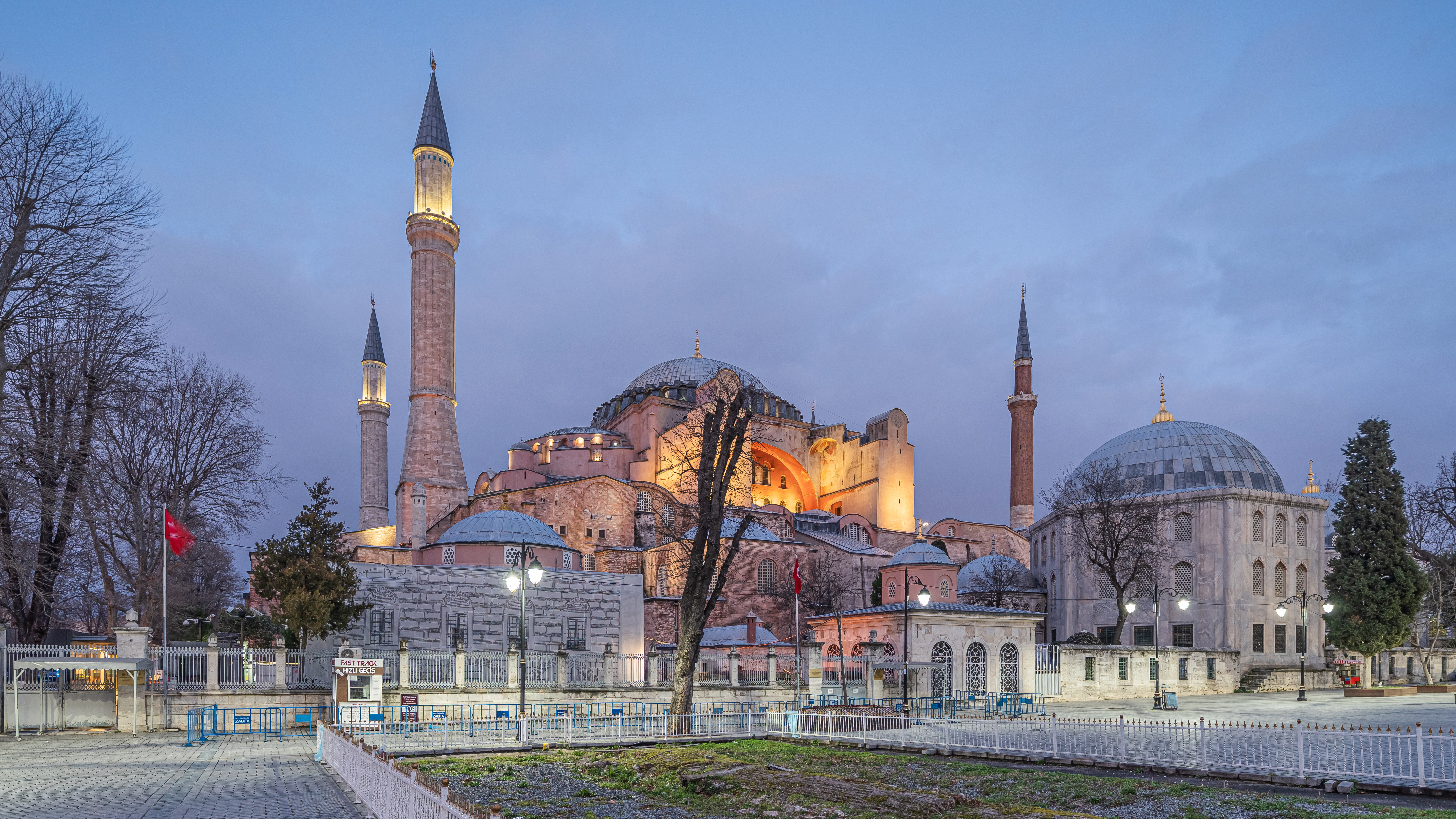
مسجد ایاصوفیه
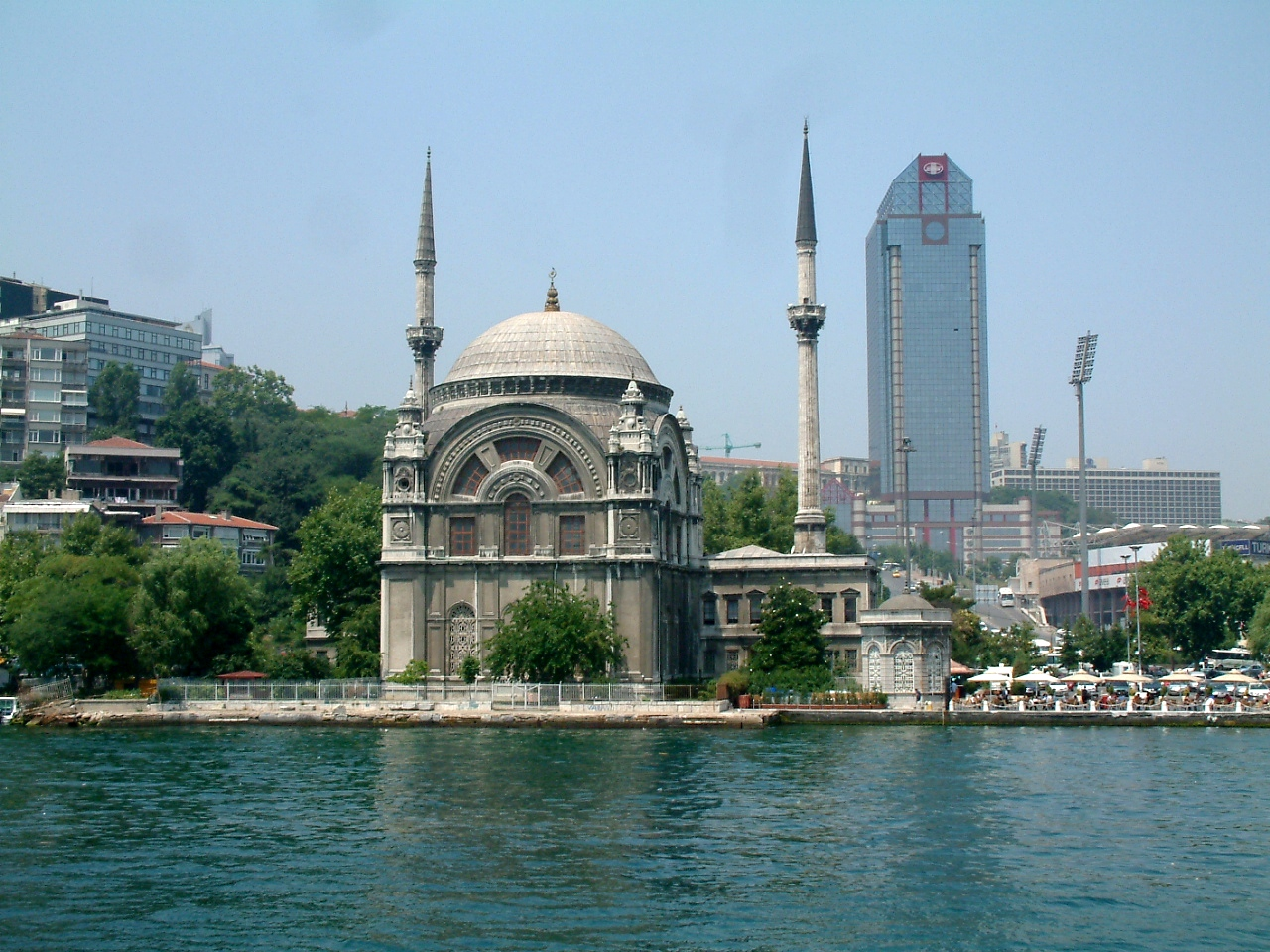
مسجد دولمه‌باغچه
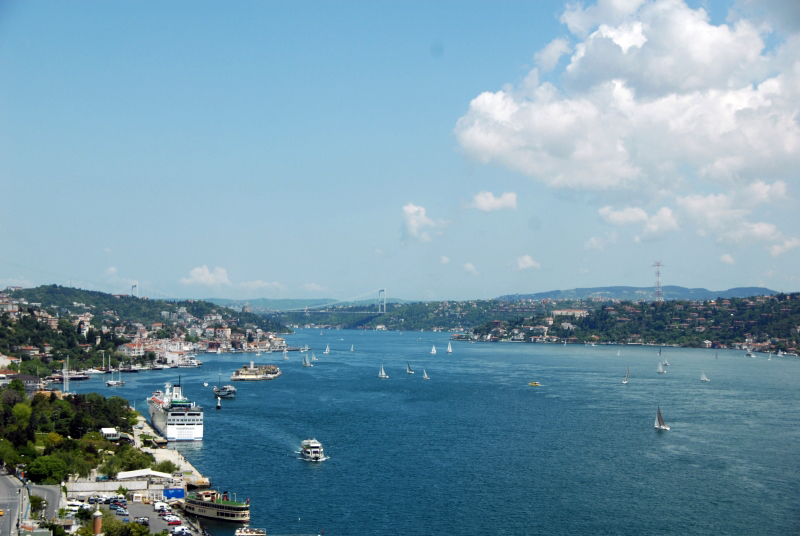
تنگه بسفر از روی پل بسفر
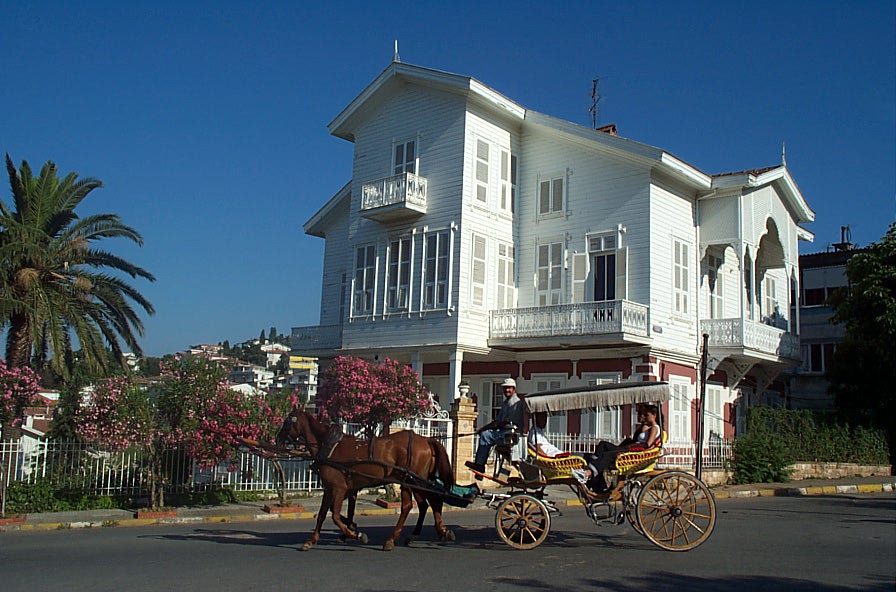
نمایی از بیوک آدا (یکی از جزایر استانبول)
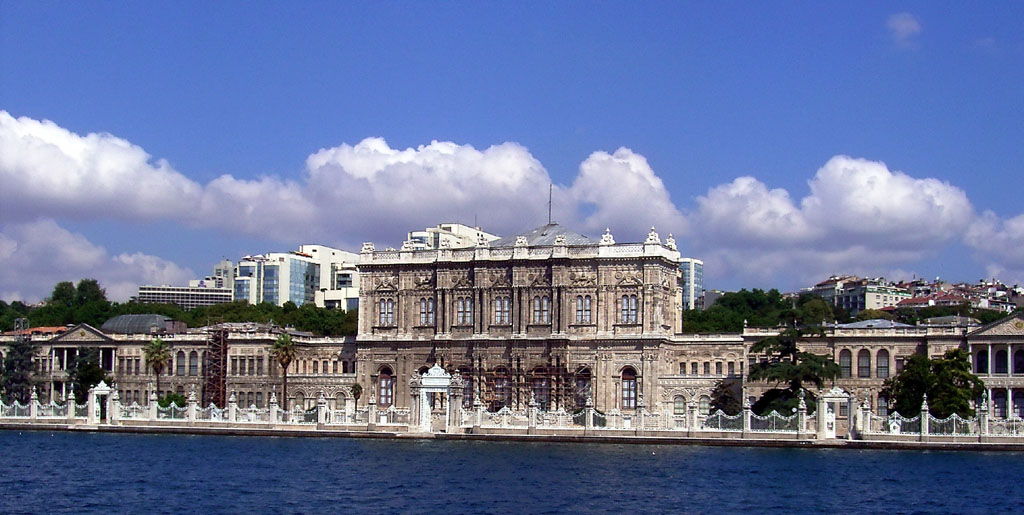
کاخ دلمه‌باغچه
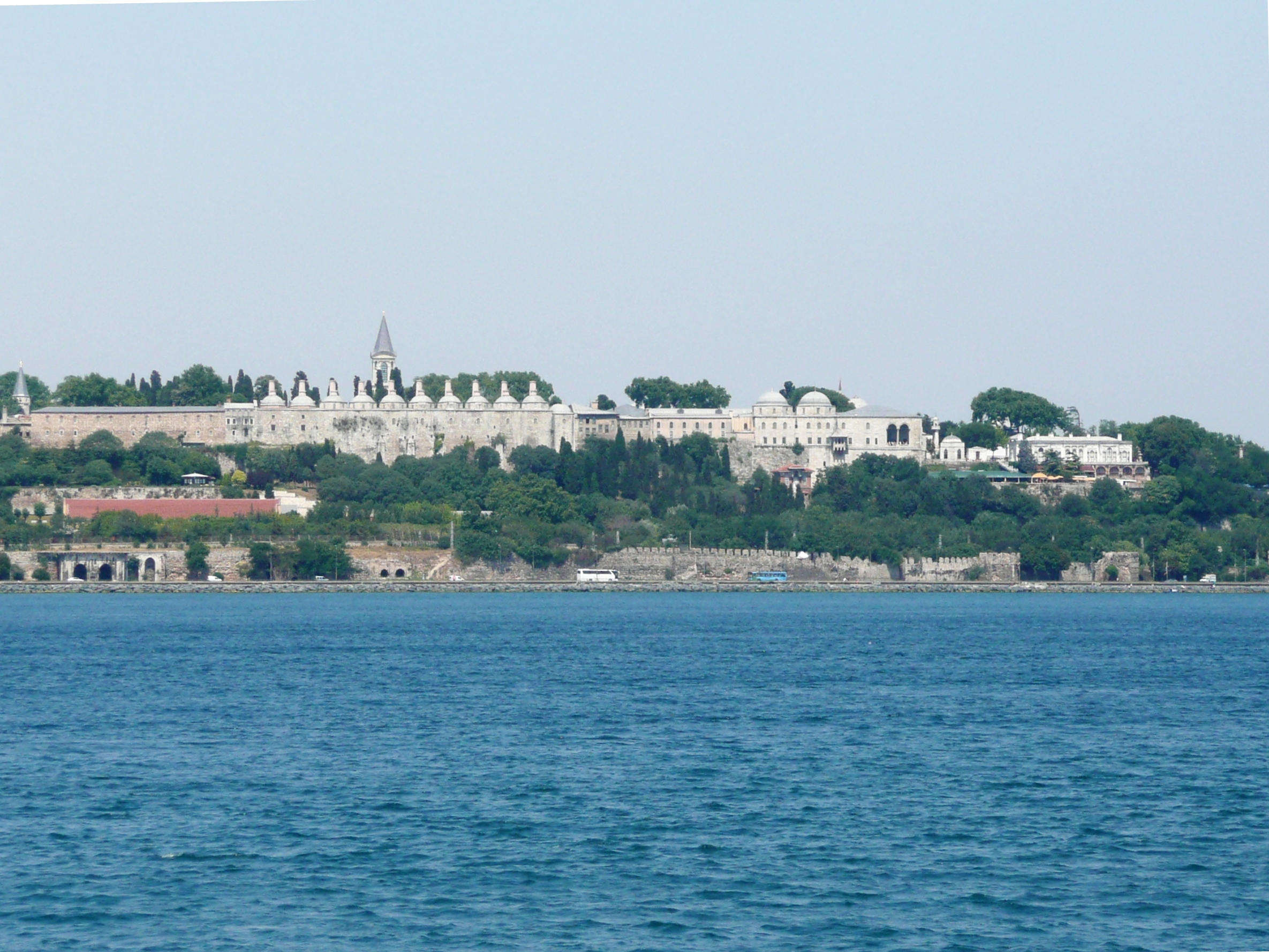
کاخ توپ‌قاپی
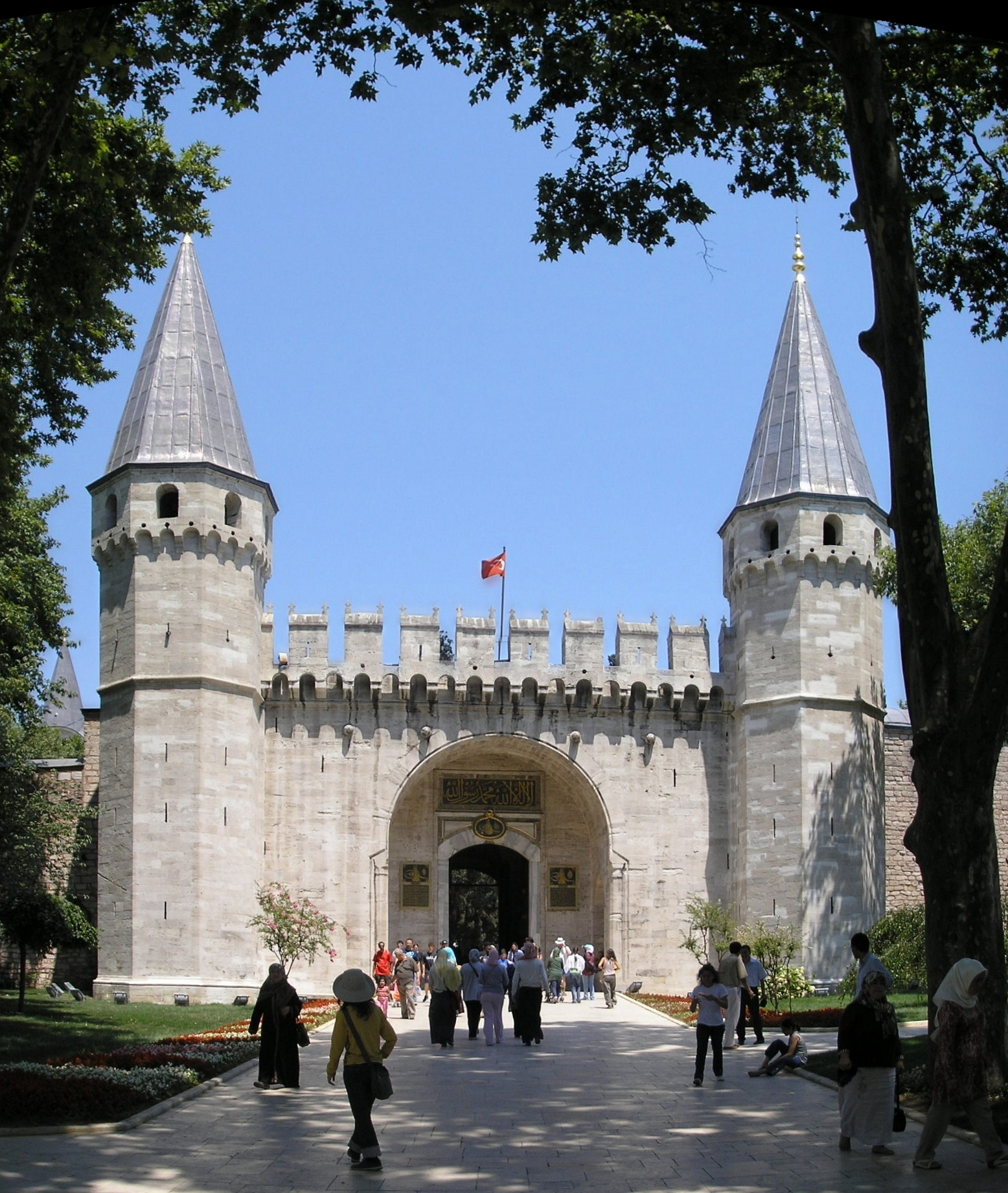
دروازه همایون کاخ توپ‌قاپی
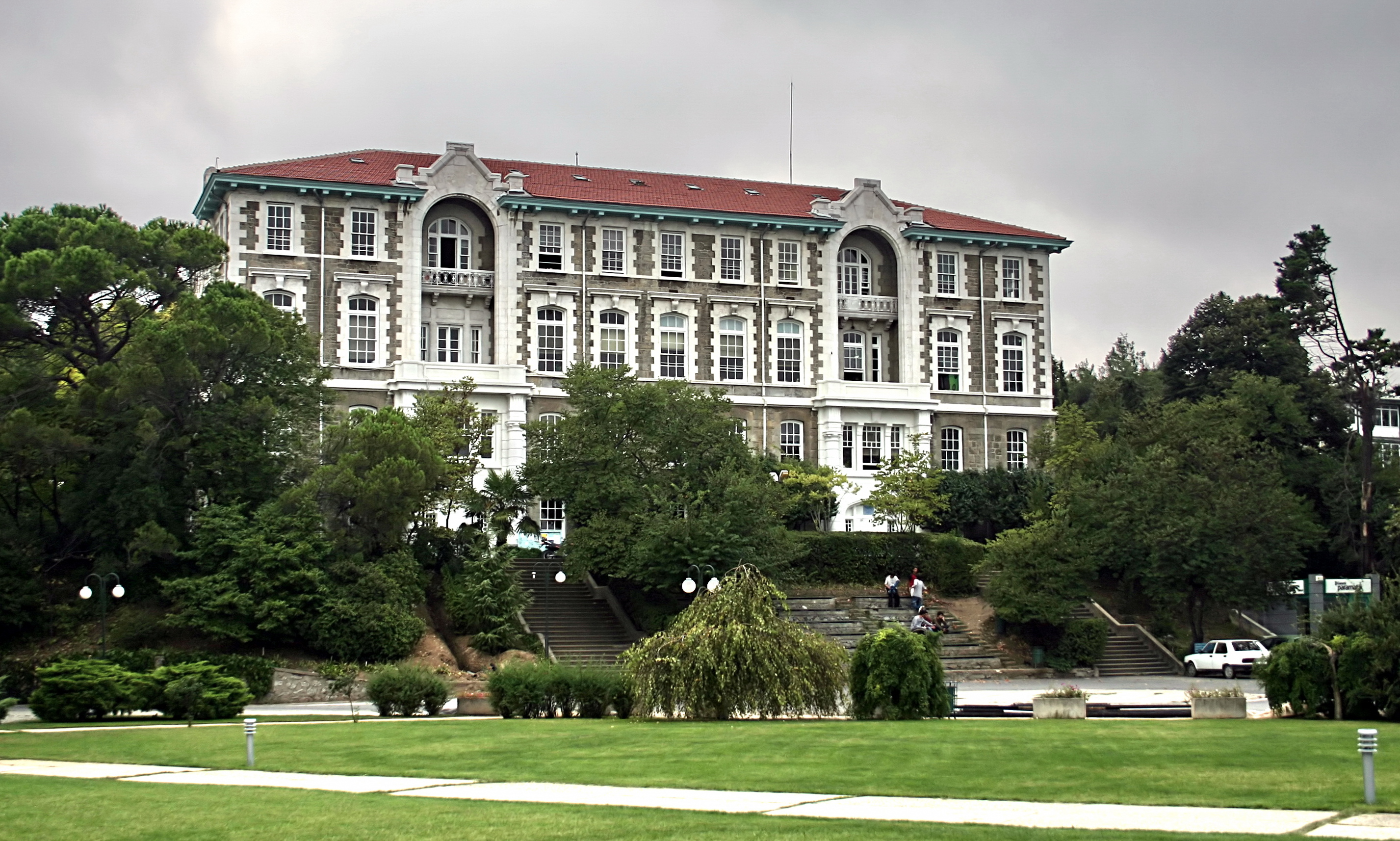
دانشگاه بغازیچی (بسفر)
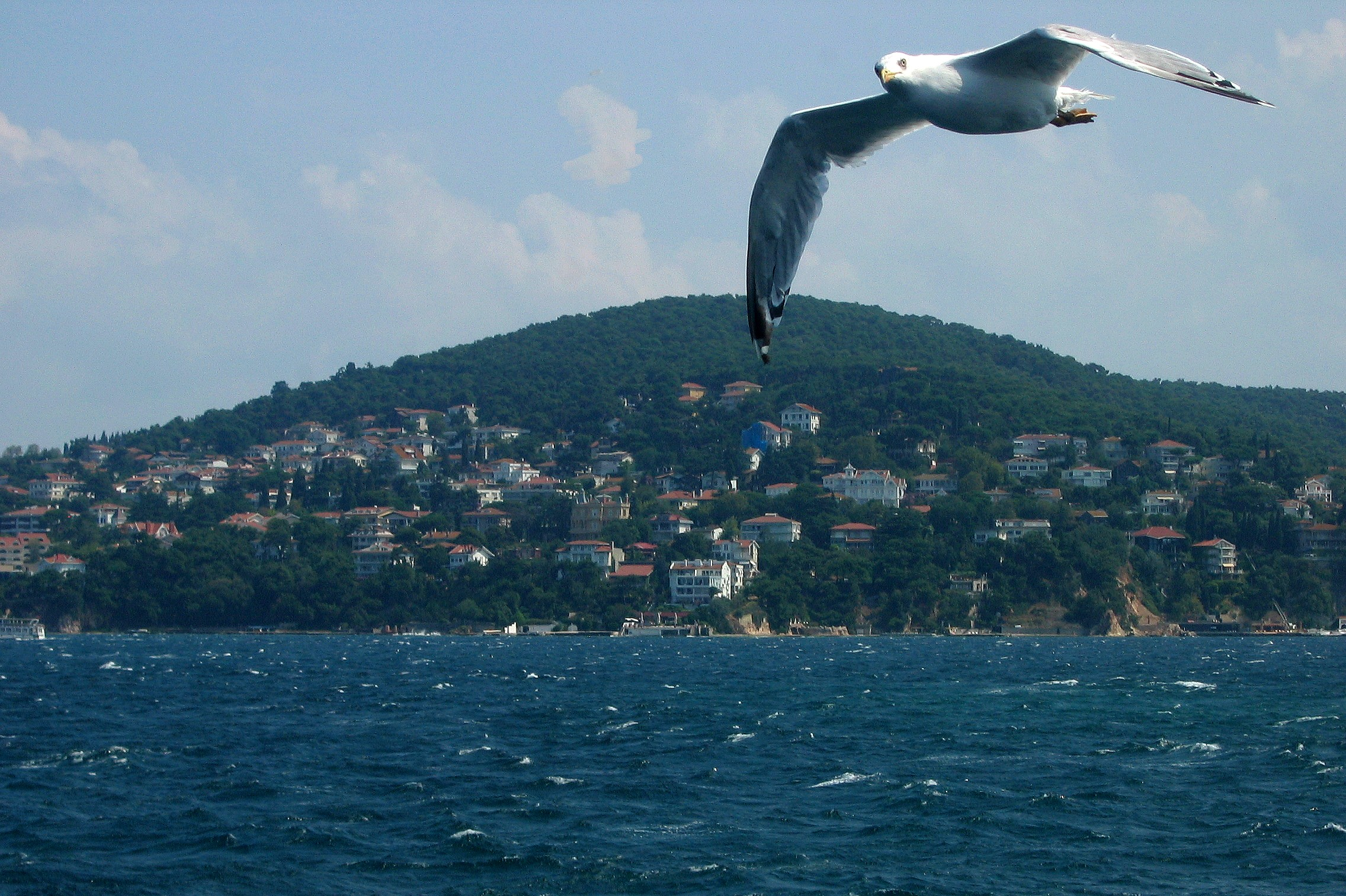
نمایی از مرغ دریایی؛ که در پس‌زمینه آن جزیره بورگازآدا دیده می‌شود.
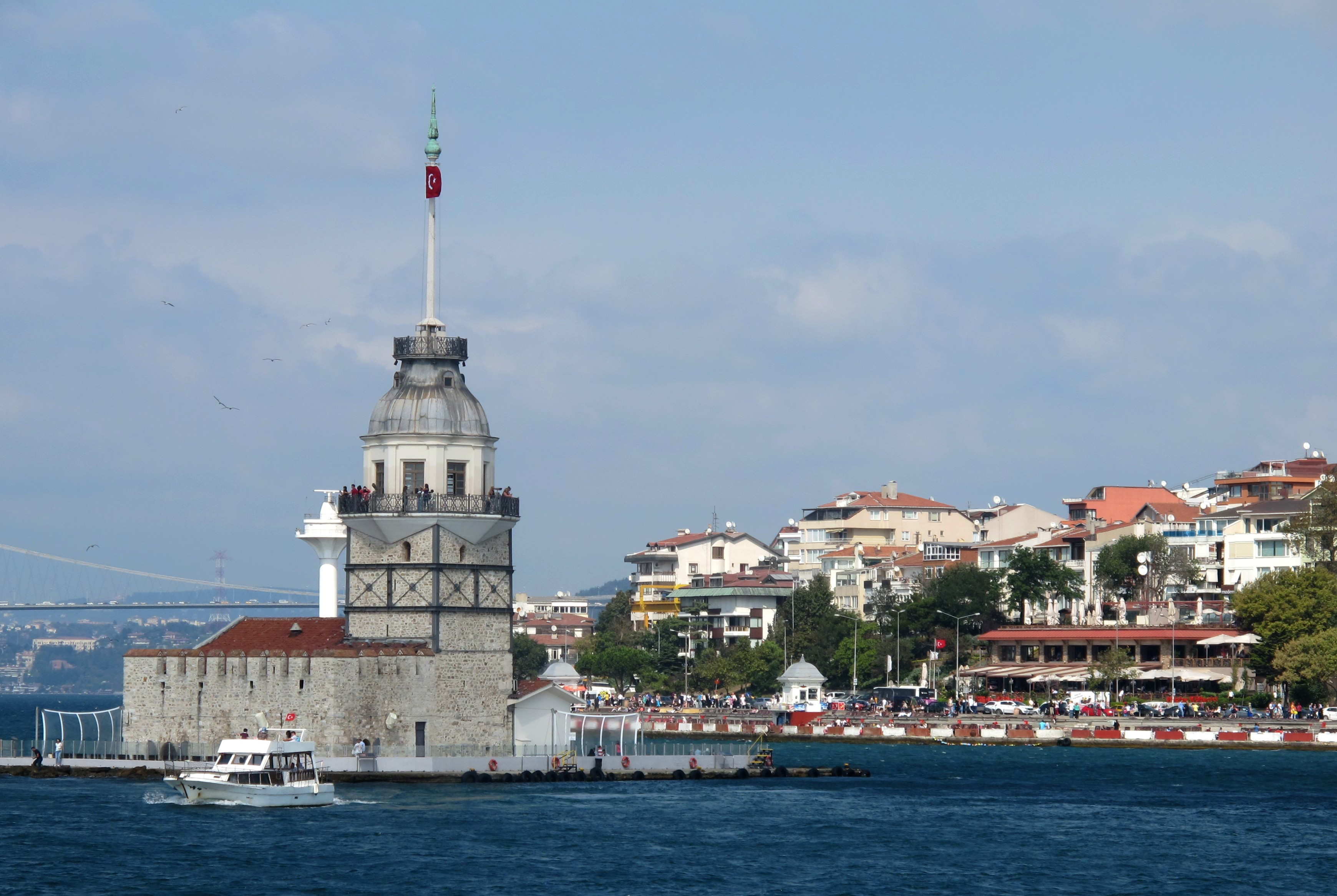
نمایی از برج دختر در یک جزیره دور از ساحل آسیایی در ورودی جنوبی تنگه بسفر در استانبول